# Lista de asteroides (2001-3000)
Esta é uma lista parcial de asteroides, do asteroide número 2001 até o 3000, inclusive. Veja também o índice com todas as listas disponíveis.

| Objeto Próximos à Terra | Cinturão de asteroides (interno) | Cinturão de asteroides (externo) | Centauro       |
| Cruzador de Marte       | Cinturão de asteroides (meio)    | Troianos de Júpiter              | Transnetuniano |

Veja mais dados de cada asteroide na ligação externa para o Minor Planet Center na última coluna.
Índice: 2001... 2101... 2201... 2301... 2401... 2501... 2601... 2701... 2801... 2901... 

## 2001–2100
| Designação            | Designação | Descoberta  | Descoberta          | Descobridor(es)            | Categoria | Mais informações / Referência |
| Permanente            | Provisória | Data        | Local               | Descobridor(es)            | Categoria | Mais informações / Referência |
| --------------------- | ---------- | ----------- | ------------------- | -------------------------- | --------- | ----------------------------- |
| 2001 Einstein         | 1973 EB    | 5 mar 1973  | Zimmerwald          | P. Wild                    | —         | MPC                           |
| 2002 Euler            | 1973 QQ1   | 29 ago 1973 | Nauchnij            | T. M. Smirnova             | —         | MPC                           |
| 2003 Harding          | 6559 P-L   | 24 set 1960 | Palomar             | PLS                        | —         | MPC                           |
| 2004 Lexell           | 1973 SV2   | 22 set 1973 | Nauchnij            | N. S. Chernykh             | —         | MPC                           |
| 2005 Hencke           | 1973 RA    | 2 set 1973  | Zimmerwald          | P. Wild                    | Phocaea   | MPC                           |
| 2006 Polonskaya       | 1973 SB3   | 22 set 1973 | Nauchnij            | N. S. Chernykh             | —         | MPC                           |
| 2007 McCuskey         | 1963 SQ    | 22 set 1963 | Brooklyn            | Indiana University         | —         | MPC                           |
| 2008 Konstitutsiya    | 1973 SV4   | 27 set 1973 | Nauchnij            | L. I. Chernykh             | —         | MPC                           |
| 2009 Voloshina        | 1968 UL    | 22 out 1968 | Nauchnij            | T. M. Smirnova             | —         | MPC                           |
| 2010 Chebyshev        | 1969 TL4   | 13 out 1969 | Nauchnij            | B. A. Burnasheva           | —         | MPC                           |
| 2011 Veteraniya       | 1970 QB1   | 30 ago 1970 | Nauchnij            | T. M. Smirnova             | —         | MPC                           |
| 2012 Guo Shou-Jing    | 1964 TE2   | 9 out 1964  | Nanking             | Purple Mountain Obs.       | —         | MPC                           |
| 2013 Tucapel          | 1971 UH4   | 22 out 1971 | Cerro El Roble      | University of Chile        | —         | MPC                           |
| 2014 Vasilevskis      | 1973 JA    | 2 mai 1973  | Mount Hamilton      | A. R. Klemola              | —         | MPC                           |
| 2015 Kachuevskaya     | 1972 RA3   | 4 set 1972  | Nauchnij            | L. V. Zhuravleva           | —         | MPC                           |
| 2016 Heinemann        | 1938 SE    | 18 set 1938 | Heidelberg          | A. Bohrmann                | —         | MPC                           |
| 2017 Wesson           | A903 SC    | 20 set 1903 | Heidelberg          | M. F. Wolf                 | —         | MPC                           |
| 2018 Schuster         | 1931 UC    | 17 out 1931 | Heidelberg          | K. Reinmuth                | —         | MPC                           |
| 2019 van Albada       | 1935 SX1   | 28 set 1935 | Johannesburg        | H. van Gent                | —         | MPC                           |
| 2020 Ukko             | 1936 FR    | 18 mar 1936 | Turku               | Y. Väisälä                 | Brangane  | MPC                           |
| 2021 Poincaré         | 1936 MA    | 26 jun 1936 | Algiers             | L. Boyer                   | —         | MPC                           |
| 2022 West             | 1938 CK    | 7 fev 1938  | Heidelberg          | K. Reinmuth                | —         | MPC                           |
| 2023 Asaph            | 1952 SA    | 16 set 1952 | Brooklyn            | Indiana University         | —         | MPC                           |
| 2024 McLaughlin       | 1952 UR    | 23 out 1952 | Brooklyn            | Indiana University         | —         | MPC                           |
| 2025 Nortia           | 1953 LG    | 6 jun 1953  | Johannesburg        | J. Churms                  | —         | MPC                           |
| 2026 Cottrell         | 1955 FF    | 30 mar 1955 | Brooklyn            | Indiana University         | —         | MPC                           |
| 2027 Shen Guo         | 1964 VR1   | 9 nov 1964  | Nanking             | Purple Mountain Obs.       | Brangane  | MPC                           |
| 2028 Janequeo         | 1968 OB1   | 18 jul 1968 | Cerro El Roble      | C. Torres, S. Cofré        | —         | MPC                           |
| 2029 Binomi           | 1969 RB    | 11 set 1969 | Zimmerwald          | P. Wild                    | —         | MPC                           |
| 2030 Belyaev          | 1969 TA2   | 8 out 1969  | Nauchnij            | L. I. Chernykh             | —         | MPC                           |
| 2031 BAM              | 1969 TG2   | 8 out 1969  | Nauchnij            | L. I. Chernykh             | —         | MPC                           |
| 2032 Ethel            | 1970 OH    | 30 jul 1970 | Nauchnij            | T. M. Smirnova             | —         | MPC                           |
| 2033 Basilea          | 1973 CA    | 6 fev 1973  | Zimmerwald          | P. Wild                    | —         | MPC                           |
| 2034 Bernoulli        | 1973 EE    | 5 mar 1973  | Zimmerwald          | P. Wild                    | —         | MPC                           |
| 2035 Stearns          | 1973 SC    | 21 set 1973 | El Leoncito         | J. Gibson                  | —         | MPC                           |
| 2036 Sheragul         | 1973 SY2   | 22 set 1973 | Nauchnij            | N. S. Chernykh             | —         | MPC                           |
| 2037 Tripaxeptalis    | 1973 UB    | 25 out 1973 | Zimmerwald          | P. Wild                    | —         | MPC                           |
| 2038 Bistro           | 1973 WF    | 24 nov 1973 | Zimmerwald          | P. Wild                    | —         | MPC                           |
| 2039 Payne-Gaposchkin | 1974 CA    | 14 fev 1974 | Harvard Observatory | Harvard Obs.               | —         | MPC                           |
| 2040 Chalonge         | 1974 HA    | 19 abr 1974 | Zimmerwald          | P. Wild                    | —         | MPC                           |
| 2041 Lancelot         | 2523 P-L   | 24 set 1960 | Palomar             | PLS                        | —         | MPC                           |
| 2042 Sitarski         | 4633 P-L   | 24 set 1960 | Palomar             | PLS                        | Eos       | MPC                           |
| 2043 Ortutay          | 1936 TH    | 12 nov 1936 | Konkoly             | G. Kulin                   | —         | MPC                           |
| 2044 Wirt             | 1950 VE    | 8 nov 1950  | Mount Hamilton      | C. A. Wirtanen             | —         | MPC                           |
| 2045 Peking           | 1964 TB1   | 8 out 1964  | Nanking             | Purple Mountain Obs.       | —         | MPC                           |
| 2046 Leningrad        | 1968 UD1   | 22 out 1968 | Nauchnij            | T. M. Smirnova             | —         | MPC                           |
| 2047 Smetana          | 1971 UA1   | 26 out 1971 | Hamburg-Bergedorf   | L. Kohoutek                | —         | MPC                           |
| 2048 Dwornik          | 1973 QA    | 27 ago 1973 | Palomar             | E. F. Helin                | —         | MPC                           |
| 2049 Grietje          | 1973 SH    | 29 set 1973 | Palomar             | T. Gehrels                 | —         | MPC                           |
| 2050 Francis          | 1974 KA    | 28 mai 1974 | Palomar             | E. F. Helin                | —         | MPC                           |
| 2051 Chang            | 1976 UC    | 23 out 1976 | Harvard Observatory | Harvard Obs.               | —         | MPC                           |
| 2052 Tamriko          | 1976 UN    | 24 out 1976 | La Silla            | R. M. West                 | Brangane  | MPC                           |
| 2053 Nuki             | 1976 UO    | 24 out 1976 | La Silla            | R. M. West                 | —         | MPC                           |
| 2054 Gawain           | 4097 P-L   | 24 set 1960 | Palomar             | PLS                        | —         | MPC                           |
| 2055 Dvořák           | 1974 DB    | 19 fev 1974 | Hamburg-Bergedorf   | L. Kohoutek                | —         | MPC                           |
| 2056 Nancy            | A909 TB    | 15 out 1909 | Heidelberg          | J. Helffrich               | —         | MPC                           |
| 2057 Rosemary         | 1934 RQ    | 7 set 1934  | Heidelberg          | K. Reinmuth                | —         | MPC                           |
| 2058 Roka             | 1938 BH    | 22 jan 1938 | Konkoly             | G. Kulin                   | —         | MPC                           |
| 2059 Baboquivari      | 1963 UA    | 16 out 1963 | Brooklyn            | Indiana University         | —         | MPC                           |
| 2060 Quíron           | 1977 UB    | 18 out 1977 | Palomar             | C. T. Kowal                | —         | MPC                           |
| 2061 Anza             | 1960 UA    | 22 out 1960 | Flagstaff           | H. L. Giclas               | —         | MPC                           |
| 2062 Aton             | 1976 AA    | 7 jan 1976  | Palomar             | E. F. Helin                | —         | MPC                           |
| 2063 Bacchus          | 1977 HB    | 24 abr 1977 | Palomar             | C. T. Kowal                | —         | MPC                           |
| 2064 Thomsen          | 1942 RQ    | 8 set 1942  | Turku               | L. Oterma                  | —         | MPC                           |
| 2065 Spicer           | 1959 RN    | 9 set 1959  | Brooklyn            | Indiana University         | —         | MPC                           |
| 2066 Palala           | 1934 LB    | 4 jun 1934  | Johannesburg        | C. Jackson                 | —         | MPC                           |
| 2067 Aksnes           | 1936 DD    | 23 fev 1936 | Turku               | Y. Väisälä                 | Juno      | MPC                           |
| 2068 Dangreen         | 1948 AD    | 8 jan 1948  | Nice                | M. Laugier                 | —         | MPC                           |
| 2069 Hubble           | 1955 FT    | 29 mar 1955 | Brooklyn            | Indiana University         | —         | MPC                           |
| 2070 Humason          | 1964 TQ    | 14 out 1964 | Brooklyn            | Indiana University         | —         | MPC                           |
| 2071 Nadezhda         | 1971 QS    | 18 ago 1971 | Nauchnij            | T. M. Smirnova             | —         | MPC                           |
| 2072 Kosmodemyanskaya | 1973 QE2   | 31 ago 1973 | Nauchnij            | T. M. Smirnova             | —         | MPC                           |
| 2073 Janáček          | 1974 DK    | 19 fev 1974 | Hamburg-Bergedorf   | L. Kohoutek                | —         | MPC                           |
| 2074 Shoemaker        | 1974 UA    | 17 out 1974 | Palomar             | E. F. Helin                | —         | MPC                           |
| 2075 Martinez         | 1974 VA    | 9 nov 1974  | El Leoncito         | Félix Aguilar Obs.         | —         | MPC                           |
| 2076 Levin            | 1974 WA    | 16 nov 1974 | Harvard Observatory | Harvard Obs.               | —         | MPC                           |
| 2077 Kiangsu          | 1974 YA    | 18 dez 1974 | Nanking             | Purple Mountain Obs.       | —         | MPC                           |
| 2078 Nanking          | 1975 AD    | 12 jan 1975 | Nanking             | Purple Mountain Obs.       | —         | MPC                           |
| 2079 Jacchia          | 1976 DB    | 23 fev 1976 | Harvard Observatory | Harvard Obs.               | —         | MPC                           |
| 2080 Jihlava          | 1976 DG    | 27 fev 1976 | Zimmerwald          | P. Wild                    | —         | MPC                           |
| 2081 Sázava           | 1976 DH    | 27 fev 1976 | Zimmerwald          | P. Wild                    | —         | MPC                           |
| 2082 Galahad          | 7588 P-L   | 17 out 1960 | Palomar             | PLS                        | —         | MPC                           |
| 2083 Smither          | 1973 WB    | 29 nov 1973 | Palomar             | E. F. Helin                | —         | MPC                           |
| 2084 Okayama          | 1935 CK    | 7 fev 1935  | Uccle               | S. Arend                   | —         | MPC                           |
| 2085 Henan            | 1965 YA    | 20 dez 1965 | Nanking             | Purple Mountain Obs.       | —         | MPC                           |
| 2086 Newell           | 1966 BC    | 20 jan 1966 | Brooklyn            | Indiana University         | —         | MPC                           |
| 2087 Kochera          | 1975 YC    | 28 dez 1975 | Zimmerwald          | P. Wild                    | —         | MPC                           |
| 2088 Sahlia           | 1976 DJ    | 27 fev 1976 | Zimmerwald          | P. Wild                    | —         | MPC                           |
| 2089 Cetacea          | 1977 VF    | 9 nov 1977  | Anderson Mesa       | N. G. Thomas               | —         | MPC                           |
| 2090 Mizuho           | 1978 EA    | 12 mar 1978 | Yakiimo             | T. Urata                   | —         | MPC                           |
| 2091 Sampo            | 1941 HO    | 26 abr 1941 | Turku               | Y. Väisälä                 | Brangane  | MPC                           |
| 2092 Sumiana          | 1969 UP    | 16 out 1969 | Nauchnij            | L. I. Chernykh             | —         | MPC                           |
| 2093 Genichesk        | 1971 HX    | 28 abr 1971 | Nauchnij            | T. M. Smirnova             | —         | MPC                           |
| 2094 Magnitka         | 1971 TC2   | 12 out 1971 | Nauchnij            | Crimean Astrophysical Obs. | —         | MPC                           |
| 2095 Parsifal         | 6036 P-L   | 24 set 1960 | Palomar             | PLS                        | —         | MPC                           |
| 2096 Väinö            | 1939 UC    | 18 out 1939 | Turku               | Y. Väisälä                 | —         | MPC                           |
| 2097 Galle            | 1953 PV    | 11 ago 1953 | Heidelberg          | K. Reinmuth                | —         | MPC                           |
| 2098 Zyskin           | 1972 QE    | 18 ago 1972 | Nauchnij            | L. V. Zhuravleva           | —         | MPC                           |
| 2099 Öpik             | 1977 VB    | 8 nov 1977  | Palomar             | E. F. Helin                | —         | MPC                           |
| 2100 Ra-Shalom        | 1978 RA    | 10 set 1978 | Palomar             | E. F. Helin                | —         | MPC                           |

## 2101–2200
| Designação          | Designação | Descoberta  | Descoberta             | Descobridor(es)            | Categoria | Mais informações / Referência |
| Permanente          | Provisória | Data        | Local                  | Descobridor(es)            | Categoria | Mais informações / Referência |
| ------------------- | ---------- | ----------- | ---------------------- | -------------------------- | --------- | ----------------------------- |
| 2101 Adonis         | 1936 CA    | 12 fev 1936 | Uccle                  | E. Delporte                | —         | MPC                           |
| 2102 Tantalus       | 1975 YA    | 27 dez 1975 | Palomar                | C. T. Kowal                | —         | MPC                           |
| 2103 Laverna        | 1960 FL    | 20 mar 1960 | La Plata Observatory   | La Plata Obs.              | —         | MPC                           |
| 2104 Toronto        | 1963 PD    | 15 ago 1963 | Tautenburg Observatory | K. W. Kamper               | —         | MPC                           |
| 2105 Gudy           | 1976 DA    | 29 fev 1976 | La Silla               | H.-E. Schuster             | —         | MPC                           |
| 2106 Hugo           | 1936 UF    | 21 out 1936 | Nice                   | M. Laugier                 | —         | MPC                           |
| 2107 Ilmari         | 1941 VA    | 12 nov 1941 | Turku                  | L. Oterma                  | —         | MPC                           |
| 2108 Otto Schmidt   | 1948 TR1   | 4 out 1948  | Crimea-Simeis          | P. F. Shajn                | —         | MPC                           |
| 2109 Dhotel         | 1950 TH2   | 13 out 1950 | Uccle                  | S. Arend                   | —         | MPC                           |
| 2110 Moore-Sitterly | 1962 RD    | 7 set 1962  | Brooklyn               | Indiana University         | —         | MPC                           |
| 2111 Tselina        | 1969 LG    | 13 jun 1969 | Nauchnij               | T. M. Smirnova             | Brangane  | MPC                           |
| 2112 Ulyanov        | 1972 NP    | 13 jul 1972 | Nauchnij               | T. M. Smirnova             | —         | MPC                           |
| 2113 Ehrdni         | 1972 RJ2   | 11 set 1972 | Nauchnij               | N. S. Chernykh             | —         | MPC                           |
| 2114 Wallenquist    | 1976 HA    | 19 abr 1976 | Mount Stromlo          | C.-I. Lagerkvist           | —         | MPC                           |
| 2115 Irakli         | 1976 UD    | 24 out 1976 | La Silla               | R. M. West                 | —         | MPC                           |
| 2116 Mtskheta       | 1976 UM    | 24 out 1976 | La Silla               | R. M. West                 | —         | MPC                           |
| 2117 Danmark        | 1978 AC    | 9 jan 1978  | La Silla               | R. M. West                 | —         | MPC                           |
| 2118 Flagstaff      | 1978 PB    | 5 ago 1978  | Anderson Mesa          | H. L. Giclas               | —         | MPC                           |
| 2119 Schwall        | 1930 QG    | 30 ago 1930 | Heidelberg             | M. F. Wolf, M. Ferrero     | —         | MPC                           |
| 2120 Tyumenia       | 1967 RM    | 9 set 1967  | Nauchnij               | T. M. Smirnova             | —         | MPC                           |
| 2121 Sevastopol     | 1971 ME    | 27 jun 1971 | Nauchnij               | T. M. Smirnova             | —         | MPC                           |
| 2122 Pyatiletka     | 1971 XB    | 14 dez 1971 | Nauchnij               | T. M. Smirnova             | —         | MPC                           |
| 2123 Vltava         | 1973 SL2   | 22 set 1973 | Nauchnij               | N. S. Chernykh             | —         | MPC                           |
| 2124 Nissen         | 1974 MK    | 20 jun 1974 | El Leoncito            | Félix Aguilar Obs.         | Brangane  | MPC                           |
| 2125 Karl-Ontjes    | 2005 P-L   | 24 set 1960 | Palomar                | PLS                        | —         | MPC                           |
| 2126 Gerasimovich   | 1970 QZ    | 30 ago 1970 | Nauchnij               | T. M. Smirnova             | —         | MPC                           |
| 2127 Tanya          | 1971 KB1   | 29 mai 1971 | Nauchnij               | L. I. Chernykh             | —         | MPC                           |
| 2128 Wetherill      | 1973 SB    | 26 set 1973 | Palomar                | E. F. Helin                | —         | MPC                           |
| 2129 Cosicosi       | 1973 SJ    | 27 set 1973 | Zimmerwald             | P. Wild                    | —         | MPC                           |
| 2130 Evdokiya       | 1974 QH1   | 22 ago 1974 | Nauchnij               | L. V. Zhuravleva           | —         | MPC                           |
| 2131 Mayall         | 1975 RA    | 3 set 1975  | Mount Hamilton         | A. R. Klemola              | —         | MPC                           |
| 2132 Zhukov         | 1975 TW3   | 3 out 1975  | Nauchnij               | L. I. Chernykh             | —         | MPC                           |
| 2133 Franceswright  | 1976 WB    | 20 nov 1976 | Harvard Observatory    | Harvard Obs.               | —         | MPC                           |
| 2134 Dennispalm     | 1976 YB    | 24 dez 1976 | Palomar                | C. T. Kowal                | —         | MPC                           |
| 2135 Aristaeus      | 1977 HA    | 17 abr 1977 | Palomar                | S. J. Bus, E. F. Helin     | —         | MPC                           |
| 2136 Jugta          | 1933 OC    | 24 jul 1933 | Heidelberg             | K. Reinmuth                | Brangane  | MPC                           |
| 2137 Priscilla      | 1936 QZ    | 24 ago 1936 | Heidelberg             | K. Reinmuth                | —         | MPC                           |
| 2138 Swissair       | 1968 HB    | 17 abr 1968 | Zimmerwald             | P. Wild                    | —         | MPC                           |
| 2139 Makharadze     | 1970 MC    | 30 jun 1970 | Nauchnij               | T. M. Smirnova             | —         | MPC                           |
| 2140 Kemerovo       | 1970 PE    | 3 ago 1970  | Nauchnij               | T. M. Smirnova             | —         | MPC                           |
| 2141 Simferopol     | 1970 QC1   | 30 ago 1970 | Nauchnij               | T. M. Smirnova             | —         | MPC                           |
| 2142 Landau         | 1972 GA    | 3 abr 1972  | Nauchnij               | L. I. Chernykh             | —         | MPC                           |
| 2143 Jimarnold      | 1973 SA    | 26 set 1973 | Palomar                | E. F. Helin                | —         | MPC                           |
| 2144 Marietta       | 1975 BC1   | 18 jan 1975 | Nauchnij               | L. I. Chernykh             | —         | MPC                           |
| 2145 Blaauw         | 1976 UF    | 24 out 1976 | La Silla               | R. M. West                 | —         | MPC                           |
| 2146 Stentor        | 1976 UQ    | 24 out 1976 | La Silla               | R. M. West                 | Vesta     | MPC                           |
| 2147 Kharadze       | 1976 US    | 25 out 1976 | La Silla               | R. M. West                 | —         | MPC                           |
| 2148 Epeios         | 1976 UW    | 24 out 1976 | La Silla               | R. M. West                 | Vesta     | MPC                           |
| 2149 Schwambraniya  | 1977 FX    | 22 mar 1977 | Nauchnij               | N. S. Chernykh             | —         | MPC                           |
| 2150 Nyctimene      | 1977 TA    | 13 out 1977 | Palomar                | W. Sebok                   | —         | MPC                           |
| 2151 Hadwiger       | 1977 VX    | 3 nov 1977  | Zimmerwald             | P. Wild                    | —         | MPC                           |
| 2152 Hannibal       | 1978 WK    | 19 nov 1978 | Zimmerwald             | P. Wild                    | —         | MPC                           |
| 2153 Akiyama        | 1978 XD    | 1 dez 1978  | Harvard Observatory    | Harvard Obs.               | —         | MPC                           |
| 2154 Underhill      | 2015 P-L   | 24 set 1960 | Palomar                | PLS                        | —         | MPC                           |
| 2155 Wodan          | 6542 P-L   | 24 set 1960 | Palomar                | PLS                        | —         | MPC                           |
| 2156 Kate           | A917 SH    | 23 set 1917 | Crimea-Simeis          | S. Belyavskyj              | —         | MPC                           |
| 2157 Ashbrook       | A924 EF    | 7 mar 1924  | Heidelberg             | K. Reinmuth                | —         | MPC                           |
| 2158 Tietjen        | 1933 OS    | 24 jul 1933 | Heidelberg             | K. Reinmuth                | —         | MPC                           |
| 2159 Kukkamaki      | 1941 UX    | 16 out 1941 | Turku                  | L. Oterma                  | —         | MPC                           |
| 2160 Spitzer        | 1956 RL    | 7 set 1956  | Brooklyn               | Indiana University         | —         | MPC                           |
| 2161 Grissom        | 1963 UD    | 17 out 1963 | Brooklyn               | Indiana University         | —         | MPC                           |
| 2162 Anhui          | 1966 BE    | 30 jan 1966 | Nanking                | Purple Mountain Obs.       | —         | MPC                           |
| 2163 Korczak        | 1971 SP1   | 16 set 1971 | Nauchnij               | Crimean Astrophysical Obs. | —         | MPC                           |
| 2164 Lyalya         | 1972 RM2   | 11 set 1972 | Nauchnij               | N. S. Chernykh             | —         | MPC                           |
| 2165 Young          | 1956 RJ    | 7 set 1956  | Brooklyn               | Indiana University         | —         | MPC                           |
| 2166 Handahl        | 1936 QB    | 13 ago 1936 | Crimea-Simeis          | G. N. Neujmin              | —         | MPC                           |
| 2167 Erin           | 1971 LA    | 1 jun 1971  | Bickley                | Perth Obs.                 | —         | MPC                           |
| 2168 Swope          | 1955 RF1   | 14 set 1955 | Brooklyn               | Indiana University         | —         | MPC                           |
| 2169 Taiwan         | 1964 VP1   | 9 nov 1964  | Nanking                | Purple Mountain Obs.       | Themis    | MPC                           |
| 2170 Byelorussia    | 1971 SZ    | 16 set 1971 | Nauchnij               | Crimean Astrophysical Obs. | —         | MPC                           |
| 2171 Kiev           | 1973 QD1   | 28 ago 1973 | Nauchnij               | T. M. Smirnova             | —         | MPC                           |
| 2172 Plavsk         | 1973 QA2   | 31 ago 1973 | Nauchnij               | T. M. Smirnova             | —         | MPC                           |
| 2173 Maresjev       | 1974 QG1   | 22 ago 1974 | Nauchnij               | L. V. Zhuravleva           | —         | MPC                           |
| 2174 Asmodeus       | 1975 TA    | 8 out 1975  | Palomar                | S. J. Bus, J. Huchra       | —         | MPC                           |
| 2175 Andrea Doria   | 1977 TY    | 12 out 1977 | Zimmerwald             | P. Wild                    | —         | MPC                           |
| 2176 Donar          | 2529 P-L   | 24 set 1960 | Palomar                | PLS                        | —         | MPC                           |
| 2177 Oliver         | 6551 P-L   | 24 set 1960 | Palomar                | PLS                        | —         | MPC                           |
| 2178 Kazakhstania   | 1972 RA2   | 11 set 1972 | Nauchnij               | N. S. Chernykh             | —         | MPC                           |
| 2179 Platzeck       | 1965 MA    | 28 jun 1965 | El Leoncito            | A. R. Klemola              | Brangane  | MPC                           |
| 2180 Marjaleena     | 1940 RJ    | 8 set 1940  | Turku                  | H. Alikoski                | —         | MPC                           |
| 2181 Fogelin        | 1942 YA    | 28 dez 1942 | Heidelberg             | K. Reinmuth                | Phocaea   | MPC                           |
| 2182 Semirot        | 1953 FH1   | 21 mar 1953 | Brooklyn               | Indiana University         | —         | MPC                           |
| 2183 Neufang        | 1959 OB    | 26 jul 1959 | Bloemfontein           | C. Hoffmeister             | —         | MPC                           |
| 2184 Fujian         | 1964 TV2   | 9 out 1964  | Nanking                | Purple Mountain Obs.       | —         | MPC                           |
| 2185 Guangdong      | 1965 WO    | 20 nov 1965 | Nanking                | Purple Mountain Obs.       | —         | MPC                           |
| 2186 Keldysh        | 1973 SQ4   | 27 set 1973 | Nauchnij               | L. I. Chernykh             | —         | MPC                           |
| 2187 La Silla       | 1976 UH    | 24 out 1976 | La Silla               | R. M. West                 | —         | MPC                           |
| 2188 Orlenok        | 1976 UL4   | 28 out 1976 | Nauchnij               | L. V. Zhuravleva           | —         | MPC                           |
| 2189 Zaragoza       | 1975 QK    | 30 ago 1975 | El Leoncito            | Félix Aguilar Obs.         | —         | MPC                           |
| 2190 Coubertin      | 1976 GV3   | 2 abr 1976  | Nauchnij               | N. S. Chernykh             | —         | MPC                           |
| 2191 Uppsala        | 1977 PA1   | 6 ago 1977  | Mount Stromlo          | C.-I. Lagerkvist           | Brangane  | MPC                           |
| 2192 Pyatigoriya    | 1972 HP    | 18 abr 1972 | Nauchnij               | T. M. Smirnova             | —         | MPC                           |
| 2193 Jackson        | 1926 KB    | 18 mai 1926 | Johannesburg           | H. E. Wood                 | —         | MPC                           |
| 2194 Arpola         | 1940 GE    | 3 abr 1940  | Turku                  | Y. Väisälä                 | —         | MPC                           |
| 2195 Tengstrom      | 1941 SP1   | 27 set 1941 | Turku                  | L. Oterma                  | —         | MPC                           |
| 2196 Ellicott       | 1965 BC    | 29 jan 1965 | Brooklyn               | Indiana University         | —         | MPC                           |
| 2197 Shanghai       | 1965 YN    | 30 dez 1965 | Nanking                | Purple Mountain Obs.       | —         | MPC                           |
| 2198 Ceplecha       | 1975 VF    | 7 nov 1975  | Harvard Observatory    | Harvard Obs.               | —         | MPC                           |
| 2199 Kleť           | 1978 LA    | 6 jun 1978  | Kleť                   | A. Mrkos                   | —         | MPC                           |
| 2200 Pasadena       | 6090 P-L   | 24 set 1960 | Palomar                | PLS                        | —         | MPC                           |

## 2201–2300
| Designação        | Designação | Descoberta  | Descoberta          | Descobridor(es)       | Categoria | Mais informações / Referência |
| Permanente        | Provisória | Data        | Local               | Descobridor(es)       | Categoria | Mais informações / Referência |
| ----------------- | ---------- | ----------- | ------------------- | --------------------- | --------- | ----------------------------- |
| 2201 Oljato       | 1947 XC    | 12 dez 1947 | Flagstaff           | H. L. Giclas          | —         | MPC                           |
| 2202 Pele         | 1972 RA    | 7 set 1972  | Mount Hamilton      | A. R. Klemola         | —         | MPC                           |
| 2203 van Rhijn    | 1935 SQ1   | 28 set 1935 | Johannesburg        | H. van Gent           | —         | MPC                           |
| 2204 Lyyli        | 1943 EQ    | 3 mar 1943  | Turku               | Y. Väisälä            | —         | MPC                           |
| 2205 Glinka       | 1973 SU4   | 27 set 1973 | Nauchnij            | L. I. Chernykh        | —         | MPC                           |
| 2206 Gabrova      | 1976 GR3   | 1 abr 1976  | Nauchnij            | N. S. Chernykh        | Brangane  | MPC                           |
| 2207 Antenor      | 1977 QH1   | 19 ago 1977 | Nauchnij            | N. S. Chernykh        | —         | MPC                           |
| 2208 Pushkin      | 1977 QL3   | 22 ago 1977 | Nauchnij            | N. S. Chernykh        | —         | MPC                           |
| 2209 Tianjin      | 1978 US1   | 28 out 1978 | Nanking             | Purple Mountain Obs.  | —         | MPC                           |
| 2210 Lois         | 9597 P-L   | 24 set 1960 | Palomar             | PLS                   | —         | MPC                           |
| 2211 Hanuman      | 1951 WO2   | 26 nov 1951 | Mount Wilson        | L. E. Cunningham      | —         | MPC                           |
| 2212 Hephaistos   | 1978 SB    | 27 set 1978 | Nauchnij            | L. I. Chernykh        | —         | MPC                           |
| 2213 Meeus        | 1935 SO1   | 24 set 1935 | Uccle               | E. Delporte           | —         | MPC                           |
| 2214 Carol        | 1953 GF    | 7 abr 1953  | Heidelberg          | K. Reinmuth           | —         | MPC                           |
| 2215 Sichuan      | 1964 VX2   | 12 nov 1964 | Nanking             | Purple Mountain Obs.  | —         | MPC                           |
| 2216 Kerch        | 1971 LF    | 12 jun 1971 | Nauchnij            | T. M. Smirnova        | Brangane  | MPC                           |
| 2217 Eltigen      | 1971 SK2   | 26 set 1971 | Nauchnij            | T. M. Smirnova        | —         | MPC                           |
| 2218 Wotho        | 1975 AK    | 10 jan 1975 | Zimmerwald          | P. Wild               | —         | MPC                           |
| 2219 Mannucci     | 1975 LU    | 13 jun 1975 | El Leoncito         | Félix Aguilar Obs.    | —         | MPC                           |
| 2220 Hicks        | 1975 VB    | 4 nov 1975  | Palomar             | E. F. Helin           | —         | MPC                           |
| 2221 Chilton      | 1976 QC    | 25 ago 1976 | Harvard Observatory | Harvard Obs.          | —         | MPC                           |
| 2222 Lermontov    | 1977 ST1   | 19 set 1977 | Nauchnij            | N. S. Chernykh        | —         | MPC                           |
| 2223 Sarpedon     | 1977 TL3   | 4 out 1977  | Nanking             | Purple Mountain Obs.  | —         | MPC                           |
| 2224 Tucson       | 2528 P-L   | 24 set 1960 | Palomar             | PLS                   | —         | MPC                           |
| 2225 Serkowski    | 6546 P-L   | 24 set 1960 | Palomar             | PLS                   | —         | MPC                           |
| 2226 Cunitza      | 1936 QC1   | 26 ago 1936 | Heidelberg          | A. Bohrmann           | —         | MPC                           |
| 2227 Otto Struve  | 1955 RX    | 13 set 1955 | Brooklyn            | Indiana University    | —         | MPC                           |
| 2228 Soyuz-Apollo | 1977 OH    | 19 jul 1977 | Nauchnij            | N. S. Chernykh        | —         | MPC                           |
| 2229 Mezzarco     | 1977 RO    | 7 set 1977  | Zimmerwald          | P. Wild               | —         | MPC                           |
| 2230 Yunnan       | 1978 UT1   | 29 out 1978 | Nanking             | Purple Mountain Obs.  | —         | MPC                           |
| 2231 Durrell      | 1941 SG    | 21 set 1941 | Uccle               | S. Arend              | —         | MPC                           |
| 2232 Altaj        | 1969 RD2   | 15 set 1969 | Nauchnij            | B. A. Burnasheva      | —         | MPC                           |
| 2233 Kuznetsov    | 1972 XE1   | 3 dez 1972  | Nauchnij            | L. V. Zhuravleva      | —         | MPC                           |
| 2234 Schmadel     | 1977 HD    | 27 abr 1977 | La Silla            | H.-E. Schuster        | —         | MPC                           |
| 2235 Vittore      | A924 GA    | 5 abr 1924  | Heidelberg          | K. Reinmuth           | —         | MPC                           |
| 2236 Austrasia    | 1933 FX    | 23 mar 1933 | Heidelberg          | K. Reinmuth           | —         | MPC                           |
| 2237 Melnikov     | 1938 TB    | 2 out 1938  | Crimea-Simeis       | G. N. Neujmin         | —         | MPC                           |
| 2238 Steshenko    | 1972 RQ1   | 11 set 1972 | Nauchnij            | N. S. Chernykh        | —         | MPC                           |
| 2239 Paracelsus   | 1978 RC    | 13 set 1978 | Zimmerwald          | P. Wild               | —         | MPC                           |
| 2240 Tsai         | 1978 YA    | 30 dez 1978 | Harvard Observatory | Harvard Obs.          | —         | MPC                           |
| 2241 Alcathous    | 1979 WM    | 22 nov 1979 | Palomar             | C. T. Kowal           | —         | MPC                           |
| 2242 Balaton      | 1936 TG    | 13 out 1936 | Konkoly             | G. Kulin              | —         | MPC                           |
| 2243 Lönnrot      | 1941 SA1   | 25 set 1941 | Turku               | Y. Väisälä            | —         | MPC                           |
| 2244 Tesla        | 1952 UW1   | 22 out 1952 | Belgrade            | M. B. Protić          | —         | MPC                           |
| 2245 Hekatostos   | 1968 BC    | 24 jan 1968 | Nauchnij            | L. I. Chernykh        | —         | MPC                           |
| 2246 Bowell       | 1979 XH    | 14 dez 1979 | Anderson Mesa       | E. Bowell             | Juno      | MPC                           |
| 2247 Hiroshima    | 6512 P-L   | 24 set 1960 | Palomar             | PLS                   | —         | MPC                           |
| 2248 Kanda        | 1933 DE    | 27 fev 1933 | Heidelberg          | K. Reinmuth           | —         | MPC                           |
| 2249 Yamamoto     | 1942 GA    | 6 abr 1942  | Heidelberg          | K. Reinmuth           | —         | MPC                           |
| 2250 Stalingrad   | 1972 HN    | 18 abr 1972 | Nauchnij            | T. M. Smirnova        | —         | MPC                           |
| 2251 Tikhov       | 1977 SU1   | 19 set 1977 | Nauchnij            | N. S. Chernykh        | —         | MPC                           |
| 2252 CERGA        | 1978 VT    | 1 nov 1978  | Caussols            | K. Tomita             | —         | MPC                           |
| 2253 Espinette    | 1932 PB    | 30 jul 1932 | Williams Bay        | G. Van Biesbroeck     | —         | MPC                           |
| 2254 Requiem      | 1977 QJ1   | 19 ago 1977 | Nauchnij            | N. S. Chernykh        | —         | MPC                           |
| 2255 Qinghai      | 1977 VK1   | 3 nov 1977  | Nanking             | Purple Mountain Obs.  | —         | MPC                           |
| 2256 Wiśniewski   | 4519 P-L   | 24 set 1960 | Palomar             | PLS                   | —         | MPC                           |
| 2257 Kaarina      | 1939 QB    | 18 ago 1939 | Turku               | H. Alikoski           | —         | MPC                           |
| 2258 Viipuri      | 1939 TA    | 7 out 1939  | Turku               | Y. Väisälä            | —         | MPC                           |
| 2259 Sofievka     | 1971 OG    | 19 jul 1971 | Nauchnij            | B. A. Burnasheva      | —         | MPC                           |
| 2260 Neoptolemus  | 1975 WM1   | 26 nov 1975 | Nanking             | Purple Mountain Obs.  | Vesta     | MPC                           |
| 2261 Keeler       | 1977 HC    | 20 abr 1977 | Mount Hamilton      | A. R. Klemola         | —         | MPC                           |
| 2262 Mitidika     | 1978 RB    | 10 set 1978 | Zimmerwald          | P. Wild               | —         | MPC                           |
| 2263 Shaanxi      | 1978 UW1   | 30 out 1978 | Nanking             | Purple Mountain Obs.  | Brangane  | MPC                           |
| 2264 Sabrina      | 1979 YK    | 16 dez 1979 | Anderson Mesa       | E. Bowell             | —         | MPC                           |
| 2265 Verbaandert  | 1950 DB    | 17 fev 1950 | Uccle               | S. Arend              | —         | MPC                           |
| 2266 Tchaikovsky  | 1974 VK    | 12 nov 1974 | Nauchnij            | L. I. Chernykh        | —         | MPC                           |
| 2267 Agassiz      | 1977 RF    | 9 set 1977  | Harvard Observatory | Harvard Obs.          | —         | MPC                           |
| 2268 Szmytowna    | 1942 VW    | 6 nov 1942  | Turku               | L. Oterma             | —         | MPC                           |
| 2269 Efremiana    | 1976 JA2   | 2 mai 1976  | Nauchnij            | N. S. Chernykh        | —         | MPC                           |
| 2270 Yazhi        | 1980 ED    | 14 mar 1980 | Anderson Mesa       | E. Bowell             | —         | MPC                           |
| 2271 Kiso         | 1976 UV5   | 22 out 1976 | Kiso                | H. Kosai, K. Furukawa | —         | MPC                           |
| 2272 Montezuma    | 1972 FA    | 16 mar 1972 | Palomar             | T. Gehrels            | —         | MPC                           |
| 2273 Yarilo       | 1975 EV1   | 6 mar 1975  | Nauchnij            | L. I. Chernykh        | —         | MPC                           |
| 2274 Ehrsson      | 1976 EA    | 2 mar 1976  | Kvistaberg          | C.-I. Lagerkvist      | —         | MPC                           |
| 2275 Cuitlahuac   | 1979 MH    | 16 jun 1979 | La Silla            | H.-E. Schuster        | —         | MPC                           |
| 2276 Warck        | 1933 QA    | 18 ago 1933 | Uccle               | E. Delporte           | —         | MPC                           |
| 2277 Moreau       | 1950 DS    | 18 fev 1950 | Uccle               | S. Arend              | —         | MPC                           |
| 2278 Gotz         | 1953 GE    | 7 abr 1953  | Heidelberg          | K. Reinmuth           | —         | MPC                           |
| 2279 Barto        | 1968 DL    | 25 fev 1968 | Nauchnij            | L. I. Chernykh        | —         | MPC                           |
| 2280 Kunikov      | 1971 SL2   | 26 set 1971 | Nauchnij            | T. M. Smirnova        | —         | MPC                           |
| 2281 Biela        | 1971 UQ1   | 26 out 1971 | Hamburg-Bergedorf   | L. Kohoutek           | —         | MPC                           |
| 2282 Andrés Bello | 1974 FE    | 22 mar 1974 | Cerro El Roble      | C. Torres             | —         | MPC                           |
| 2283 Bunke        | 1974 SV4   | 26 set 1974 | Nauchnij            | L. V. Zhuravleva      | —         | MPC                           |
| 2284 San Juan     | 1974 TG1   | 10 out 1974 | El Leoncito         | Félix Aguilar Obs.    | —         | MPC                           |
| 2285 Ron Helin    | 1976 QB    | 27 ago 1976 | Palomar             | S. J. Bus             | —         | MPC                           |
| 2286 Fesenkov     | 1977 NH    | 14 jul 1977 | Nauchnij            | N. S. Chernykh        | —         | MPC                           |
| 2287 Kalmykia     | 1977 QK3   | 22 ago 1977 | Nauchnij            | N. S. Chernykh        | —         | MPC                           |
| 2288 Karolinum    | 1979 UZ    | 19 out 1979 | Kleť                | L. Brožek             | —         | MPC                           |
| 2289 McMillan     | 6567 P-L   | 24 set 1960 | Palomar             | PLS                   | —         | MPC                           |
| 2290 Helffrich    | 1932 CD1   | 14 fev 1932 | Heidelberg          | K. Reinmuth           | —         | MPC                           |
| 2291 Kevo         | 1941 FS    | 19 mar 1941 | Turku               | L. Oterma             | —         | MPC                           |
| 2292 Seili        | 1942 RM    | 7 set 1942  | Turku               | Y. Väisälä            | —         | MPC                           |
| 2293 Guernica     | 1977 EH1   | 13 mar 1977 | Nauchnij            | N. S. Chernykh        | —         | MPC                           |
| 2294 Andronikov   | 1977 PL1   | 14 ago 1977 | Nauchnij            | N. S. Chernykh        | —         | MPC                           |
| 2295 Matusovskij  | 1977 QD1   | 19 ago 1977 | Nauchnij            | N. S. Chernykh        | —         | MPC                           |
| 2296 Kugultinov   | 1975 BA1   | 18 jan 1975 | Nauchnij            | L. I. Chernykh        | —         | MPC                           |
| 2297 Daghestan    | 1978 RE    | 1 set 1978  | Nauchnij            | N. S. Chernykh        | —         | MPC                           |
| 2298 Cindijon     | A915 TA    | 2 out 1915  | Heidelberg          | M. F. Wolf            | —         | MPC                           |
| 2299 Hanko        | 1941 SZ    | 25 set 1941 | Turku               | Y. Väisälä            | —         | MPC                           |
| 2300 Stebbins     | 1953 TG2   | 10 out 1953 | Brooklyn            | Indiana University    | —         | MPC                           |

## 2301–2400
| Designação           | Designação | Descoberta  | Descoberta           | Descobridor(es)                | Categoria | Mais informações / Referência |
| Permanente           | Provisória | Data        | Local                | Descobridor(es)                | Categoria | Mais informações / Referência |
| -------------------- | ---------- | ----------- | -------------------- | ------------------------------ | --------- | ----------------------------- |
| 2301 Whitford        | 1965 WJ    | 20 nov 1965 | Brooklyn             | Indiana University             | —         | MPC                           |
| 2302 Florya          | 1972 TL2   | 2 out 1972  | Nauchnij             | N. E. Kuročkin                 | Phocaea   | MPC                           |
| 2303 Retsina         | 1979 FK    | 24 mar 1979 | Zimmerwald           | P. Wild                        | —         | MPC                           |
| 2304 Slavia          | 1979 KB    | 18 mai 1979 | Kleť                 | A. Mrkos                       | Phocaea   | MPC                           |
| 2305 King            | 1980 RJ1   | 12 set 1980 | Harvard Observatory  | Harvard Obs.                   | —         | MPC                           |
| 2306 Bauschinger     | 1939 PM    | 15 ago 1939 | Heidelberg           | K. Reinmuth                    | —         | MPC                           |
| 2307 Garuda          | 1957 HJ    | 18 abr 1957 | La Plata Observatory | La Plata Obs.                  | —         | MPC                           |
| 2308 Schilt          | 1967 JM    | 6 mai 1967  | El Leoncito          | C. U. Cesco, A. R. Klemola     | —         | MPC                           |
| 2309 Mr. Spock       | 1971 QX1   | 16 ago 1971 | El Leoncito          | J. Gibson                      | Brangane  | MPC                           |
| 2310 Olshaniya       | 1974 SU4   | 26 set 1974 | Nauchnij             | L. V. Zhuravleva               | —         | MPC                           |
| 2311 El Leoncito     | 1974 TA1   | 10 out 1974 | El Leoncito          | Félix Aguilar Obs.             | —         | MPC                           |
| 2312 Duboshin        | 1976 GU2   | 1 abr 1976  | Nauchnij             | N. S. Chernykh                 | Juno      | MPC                           |
| 2313 Aruna           | 1976 TA    | 15 out 1976 | Anderson Mesa        | H. L. Giclas                   | —         | MPC                           |
| 2314 Field           | 1977 VD    | 12 nov 1977 | Harvard Observatory  | Harvard Obs.                   | —         | MPC                           |
| 2315 Czechoslovakia  | 1980 DZ    | 19 fev 1980 | Kleť                 | Z. Vávrová                     | Brangane  | MPC                           |
| 2316 Jo-Ann          | 1980 RH    | 2 set 1980  | Anderson Mesa        | E. Bowell                      | Mitidika  | MPC                           |
| 2317 Galya           | 2524 P-L   | 24 set 1960 | Palomar              | PLS                            | —         | MPC                           |
| 2318 Lubarsky        | 6521 P-L   | 24 set 1960 | Palomar              | PLS                            | —         | MPC                           |
| 2319 Aristides       | 7631 P-L   | 17 out 1960 | Palomar              | PLS                            | —         | MPC                           |
| 2320 Blarney         | 1979 QJ    | 29 ago 1979 | Zimmerwald           | P. Wild                        | —         | MPC                           |
| 2321 Lužnice         | 1980 DB1   | 19 fev 1980 | Kleť                 | Z. Vávrová                     | —         | MPC                           |
| 2322 Kitt Peak       | 1954 UQ2   | 28 out 1954 | Brooklyn             | Indiana University             | —         | MPC                           |
| 2323 Zverev          | 1976 SF2   | 24 set 1976 | Nauchnij             | N. S. Chernykh                 | —         | MPC                           |
| 2324 Janice          | 1978 VS4   | 7 nov 1978  | Palomar              | E. F. Helin, S. J. Bus         | —         | MPC                           |
| 2325 Chernykh        | 1979 SP    | 25 set 1979 | Kleť                 | A. Mrkos                       | —         | MPC                           |
| 2326 Tololo          | 1965 QC    | 29 ago 1965 | Brooklyn             | Indiana University             | —         | MPC                           |
| 2327 Gershberg       | 1969 TQ4   | 13 out 1969 | Nauchnij             | B. A. Burnasheva               | —         | MPC                           |
| 2328 Robeson         | 1972 HW    | 19 abr 1972 | Nauchnij             | T. M. Smirnova                 | —         | MPC                           |
| 2329 Orthos          | 1976 WA    | 19 nov 1976 | La Silla             | H.-E. Schuster                 | —         | MPC                           |
| 2330 Ontake          | 1977 DS3   | 18 fev 1977 | Kiso                 | H. Kosai, K. Furukawa          | —         | MPC                           |
| 2331 Parvulesco      | 1936 EA    | 12 mar 1936 | Uccle                | E. Delporte                    | —         | MPC                           |
| 2332 Kalm            | 1940 GH    | 4 abr 1940  | Turku                | L. Oterma                      | —         | MPC                           |
| 2333 Porthan         | 1943 EP    | 3 mar 1943  | Turku                | Y. Väisälä                     | —         | MPC                           |
| 2334 Cuffey          | 1962 HD    | 27 abr 1962 | Brooklyn             | Indiana University             | —         | MPC                           |
| 2335 James           | 1974 UB    | 17 out 1974 | Palomar              | E. F. Helin                    | —         | MPC                           |
| 2336 Xinjiang        | 1975 WL1   | 26 nov 1975 | Nanking              | Purple Mountain Obs.           | —         | MPC                           |
| 2337 Boubín          | 1976 UH1   | 22 out 1976 | Zimmerwald           | P. Wild                        | —         | MPC                           |
| 2338 Bokhan          | 1977 QA3   | 22 ago 1977 | Nauchnij             | N. S. Chernykh                 | —         | MPC                           |
| 2339 Anacreon        | 2509 P-L   | 24 set 1960 | Palomar              | PLS                            | —         | MPC                           |
| 2340 Hator           | 1976 UA    | 22 out 1976 | Palomar              | C. T. Kowal                    | —         | MPC                           |
| 2341 Aoluta          | 1976 YU1   | 16 dez 1976 | Nauchnij             | L. I. Chernykh                 | —         | MPC                           |
| 2342 Lebedev         | 1968 UQ    | 22 out 1968 | Nauchnij             | T. M. Smirnova                 | —         | MPC                           |
| 2343 Siding Spring   | 1979 MD4   | 25 jun 1979 | Siding Spring        | E. F. Helin, S. J. Bus         | —         | MPC                           |
| 2344 Xizang          | 1979 SC1   | 27 set 1979 | Nanking              | Purple Mountain Obs.           | —         | MPC                           |
| 2345 Fučik           | 1974 OS    | 25 jul 1974 | Nauchnij             | T. M. Smirnova                 | Brangane  | MPC                           |
| 2346 Lilio           | 1934 CB    | 5 fev 1934  | Heidelberg           | K. Reinmuth                    | —         | MPC                           |
| 2347 Vinata          | 1936 TK    | 7 out 1936  | Flagstaff            | H. L. Giclas                   | —         | MPC                           |
| 2348 Michkovitch     | 1939 AA    | 10 jan 1939 | Belgrade             | M. B. Protić                   | —         | MPC                           |
| 2349 Kurchenko       | 1970 OG    | 30 jul 1970 | Nauchnij             | T. M. Smirnova                 | —         | MPC                           |
| 2350 von Lüde        | 1938 CG    | 6 fev 1938  | Heidelberg           | A. Bohrmann                    | —         | MPC                           |
| 2351 O'Higgins       | 1964 VD    | 3 nov 1964  | Brooklyn             | Indiana University             | —         | MPC                           |
| 2352 Kurchatov       | 1969 RY    | 10 set 1969 | Nauchnij             | L. I. Chernykh                 | —         | MPC                           |
| 2353 Alva            | 1975 UD    | 27 out 1975 | Zimmerwald           | P. Wild                        | —         | MPC                           |
| 2354 Lavrov          | 1978 PZ3   | 9 ago 1978  | Nauchnij             | L. I. Chernykh, N. S. Chernykh | —         | MPC                           |
| 2355 Nei Monggol     | 1978 UV1   | 30 out 1978 | Nanking              | Purple Mountain Obs.           | —         | MPC                           |
| 2356 Hirons          | 1979 UJ    | 17 out 1979 | Anderson Mesa        | E. Bowell                      | —         | MPC                           |
| 2357 Phereclos       | 1981 AC    | 1 jan 1981  | Anderson Mesa        | E. Bowell                      | —         | MPC                           |
| 2358 Bahner          | 1929 RE    | 2 set 1929  | Heidelberg           | K. Reinmuth                    | Brangane  | MPC                           |
| 2359 Debehogne       | 1931 TV    | 5 out 1931  | Heidelberg           | K. Reinmuth                    | —         | MPC                           |
| 2360 Volgo-Don       | 1975 VD3   | 2 nov 1975  | Nauchnij             | T. M. Smirnova                 | —         | MPC                           |
| 2361 Gogol           | 1976 GQ1   | 1 abr 1976  | Nauchnij             | N. S. Chernykh                 | —         | MPC                           |
| 2362 Mark Twain      | 1976 SH2   | 24 set 1976 | Nauchnij             | N. S. Chernykh                 | —         | MPC                           |
| 2363 Cebriones       | 1977 TJ3   | 4 out 1977  | Nanking              | Purple Mountain Obs.           | —         | MPC                           |
| 2364 Seillier        | 1978 GD    | 14 abr 1978 | La Silla             | H. Debehogne                   | —         | MPC                           |
| 2365 Interkosmos     | 1980 YQ    | 30 dez 1980 | Kleť                 | Z. Vávrová                     | —         | MPC                           |
| 2366 Aaryn           | 1981 AC1   | 10 jan 1981 | Anderson Mesa        | N. G. Thomas                   | —         | MPC                           |
| 2367 Praha           | 1981 AK1   | 8 jan 1981  | Kleť                 | A. Mrkos                       | —         | MPC                           |
| 2368 Beltrovata      | 1977 RA    | 4 set 1977  | Zimmerwald           | P. Wild                        | —         | MPC                           |
| 2369 Chekhov         | 1976 GC8   | 4 abr 1976  | Nauchnij             | N. S. Chernykh                 | —         | MPC                           |
| 2370 van Altena      | 1965 LA    | 10 jun 1965 | El Leoncito          | A. R. Klemola                  | —         | MPC                           |
| 2371 Dimitrov        | 1975 VR3   | 2 nov 1975  | Nauchnij             | T. M. Smirnova                 | —         | MPC                           |
| 2372 Proskurin       | 1977 RA8   | 13 set 1977 | Nauchnij             | N. S. Chernykh                 | —         | MPC                           |
| 2373 Immo            | 1929 PC    | 4 ago 1929  | Heidelberg           | M. F. Wolf                     | —         | MPC                           |
| 2374 Vladvysotskij   | 1974 QE1   | 22 ago 1974 | Nauchnij             | L. V. Zhuravleva               | —         | MPC                           |
| 2375 Radek           | 1975 AA    | 8 jan 1975  | Hamburg-Bergedorf    | L. Kohoutek                    | —         | MPC                           |
| 2376 Martynov        | 1977 QG3   | 22 ago 1977 | Nauchnij             | N. S. Chernykh                 | —         | MPC                           |
| 2377 Shcheglov       | 1978 QT1   | 31 ago 1978 | Nauchnij             | N. S. Chernykh                 | —         | MPC                           |
| 2378 Pannekoek       | 1935 CY    | 13 fev 1935 | Johannesburg         | H. van Gent                    | —         | MPC                           |
| 2379 Heiskanen       | 1941 ST    | 21 set 1941 | Turku                | Y. Väisälä                     | —         | MPC                           |
| 2380 Heilongjiang    | 1965 SN    | 18 set 1965 | Nanking              | Purple Mountain Obs.           | —         | MPC                           |
| 2381 Landi           | 1976 AF    | 3 jan 1976  | El Leoncito          | Félix Aguilar Obs.             | Phocaea   | MPC                           |
| 2382 Nonie           | 1977 GA    | 13 abr 1977 | Bickley              | Perth Obs.                     | —         | MPC                           |
| 2383 Bradley         | 1981 GN    | 5 abr 1981  | Anderson Mesa        | E. Bowell                      | —         | MPC                           |
| 2384 Schulhof        | 1943 EC1   | 2 mar 1943  | Nice                 | M. Laugier                     | Flora     | MPC                           |
| 2385 Mustel          | 1969 VW    | 11 nov 1969 | Nauchnij             | L. I. Chernykh                 | —         | MPC                           |
| 2386 Nikonov         | 1974 SN1   | 19 set 1974 | Nauchnij             | L. I. Chernykh                 | —         | MPC                           |
| 2387 Xi'an           | 1975 FX    | 17 mar 1975 | Nanking              | Purple Mountain Obs.           | Brangane  | MPC                           |
| 2388 Gase            | 1977 EA2   | 13 mar 1977 | Nauchnij             | N. S. Chernykh                 | —         | MPC                           |
| 2389 Dibaj           | 1977 QC1   | 19 ago 1977 | Nauchnij             | N. S. Chernykh                 | —         | MPC                           |
| 2390 Nežárka         | 1980 PA1   | 14 ago 1980 | Kleť                 | Z. Vávrová                     | —         | MPC                           |
| 2391 Tomita          | 1957 AA    | 9 jan 1957  | Heidelberg           | K. Reinmuth                    | —         | MPC                           |
| 2392 Jonathan Murray | 1979 MN1   | 25 jun 1979 | Siding Spring        | E. F. Helin, S. J. Bus         | —         | MPC                           |
| 2393 Suzuki          | 1955 WB    | 17 nov 1955 | Nice                 | M. Laugier                     | —         | MPC                           |
| 2394 Nadeev          | 1973 SZ2   | 22 set 1973 | Nauchnij             | N. S. Chernykh                 | —         | MPC                           |
| 2395 Aho             | 1977 FA    | 17 mar 1977 | Harvard Observatory  | Harvard Obs.                   | —         | MPC                           |
| 2396 Kochi           | 1981 CB    | 9 fev 1981  | Geisei               | T. Seki                        | —         | MPC                           |
| 2397 Lappajärvi      | 1938 DV    | 22 fev 1938 | Turku                | Y. Väisälä                     | —         | MPC                           |
| 2398 Jilin           | 1965 UD2   | 24 out 1965 | Nanking              | Purple Mountain Obs.           | —         | MPC                           |
| 2399 Terradas        | 1971 MA    | 17 jun 1971 | El Leoncito          | C. U. Cesco                    | —         | MPC                           |
| 2400 Derevskaya      | 1972 KJ    | 17 mai 1972 | Nauchnij             | T. M. Smirnova                 | Brangane  | MPC                           |

## 2401–2500
| Designação           | Designação | Descoberta  | Descoberta             | Descobridor(es)                | Categoria | Mais informações / Referência |
| Permanente           | Provisória | Data        | Local                  | Descobridor(es)                | Categoria | Mais informações / Referência |
| -------------------- | ---------- | ----------- | ---------------------- | ------------------------------ | --------- | ----------------------------- |
| 2401 Aehlita         | 1975 VM2   | 2 nov 1975  | Nauchnij               | T. M. Smirnova                 | —         | MPC                           |
| 2402 Satpaev         | 1979 OR13  | 31 jul 1979 | Nauchnij               | N. S. Chernykh                 | —         | MPC                           |
| 2403 Šumava          | 1979 SQ    | 25 set 1979 | Kleť                   | A. Mrkos                       | —         | MPC                           |
| 2404 Antarctica      | 1980 TE    | 1 out 1980  | Kleť                   | A. Mrkos                       | —         | MPC                           |
| 2405 Welch           | 1963 UF    | 18 out 1963 | Brooklyn               | Indiana University             | —         | MPC                           |
| 2406 Orelskaya       | 1966 QG    | 20 ago 1966 | Nauchnij               | Crimean Astrophysical Obs.     | —         | MPC                           |
| 2407 Haug            | 1973 DH    | 27 fev 1973 | Hamburg-Bergedorf      | L. Kohoutek                    | —         | MPC                           |
| 2408 Astapovich      | 1978 QK1   | 31 ago 1978 | Nauchnij               | N. S. Chernykh                 | —         | MPC                           |
| 2409 Chapman         | 1979 UG    | 17 out 1979 | Anderson Mesa          | E. Bowell                      | —         | MPC                           |
| 2410 Morrison        | 1981 AF    | 3 jan 1981  | Anderson Mesa          | E. Bowell                      | —         | MPC                           |
| 2411 Zellner         | 1981 JK    | 3 mai 1981  | Anderson Mesa          | E. Bowell                      | —         | MPC                           |
| 2412 Wil             | 3537 P-L   | 17 out 1960 | Palomar                | PLS                            | —         | MPC                           |
| 2413 van de Hulst    | 6816 P-L   | 24 set 1960 | Palomar                | PLS                            | Brangane  | MPC                           |
| 2414 Vibeke          | 1931 UG    | 18 out 1931 | Heidelberg             | K. Reinmuth                    | —         | MPC                           |
| 2415 Ganesa          | 1978 UJ    | 28 out 1978 | Anderson Mesa          | H. L. Giclas                   | —         | MPC                           |
| 2416 Sharonov        | 1979 OF13  | 31 jul 1979 | Nauchnij               | N. S. Chernykh                 | Brangane  | MPC                           |
| 2417 McVittie        | 1964 CD    | 15 fev 1964 | Brooklyn               | Indiana University             | —         | MPC                           |
| 2418 Voskovec-Werich | 1971 UV    | 26 out 1971 | Hamburg-Bergedorf      | L. Kohoutek                    | —         | MPC                           |
| 2419 Moldavia        | 1974 SJ    | 19 set 1974 | Nauchnij               | L. I. Chernykh                 | —         | MPC                           |
| 2420 Ciurlionis      | 1975 TN    | 3 out 1975  | Nauchnij               | N. S. Chernykh                 | —         | MPC                           |
| 2421 Nininger        | 1979 UD    | 17 out 1979 | Anderson Mesa          | E. Bowell                      | —         | MPC                           |
| 2422 Perovskaya      | 1968 HK1   | 28 abr 1968 | Nauchnij               | T. M. Smirnova                 | —         | MPC                           |
| 2423 Ibarruri        | 1972 NC    | 14 jul 1972 | Nauchnij               | L. V. Zhuravleva               | —         | MPC                           |
| 2424 Tautenburg      | 1973 UT5   | 27 out 1973 | Tautenburg Observatory | F. Börngen, K. Kirsch          | —         | MPC                           |
| 2425 Shenzhen        | 1975 FW    | 17 mar 1975 | Nanking                | Purple Mountain Obs.           | Brangane  | MPC                           |
| 2426 Simonov         | 1976 KV    | 26 mai 1976 | Nauchnij               | N. S. Chernykh                 | —         | MPC                           |
| 2427 Kobzar          | 1976 YQ7   | 20 dez 1976 | Nauchnij               | N. S. Chernykh                 | Eos       | MPC                           |
| 2428 Kamenyar        | 1977 RZ6   | 11 set 1977 | Nauchnij               | N. S. Chernykh                 | —         | MPC                           |
| 2429 Schurer         | 1977 TZ    | 12 out 1977 | Zimmerwald             | P. Wild                        | —         | MPC                           |
| 2430 Bruce Helin     | 1977 VC    | 8 nov 1977  | Palomar                | E. F. Helin, E. M. Shoemaker   | —         | MPC                           |
| 2431 Skovoroda       | 1978 PF3   | 8 ago 1978  | Nauchnij               | N. S. Chernykh                 | —         | MPC                           |
| 2432 Soomana         | 1981 FA    | 30 mar 1981 | Anderson Mesa          | E. Bowell                      | —         | MPC                           |
| 2433 Sootiyo         | 1981 GJ    | 5 abr 1981  | Anderson Mesa          | E. Bowell                      | —         | MPC                           |
| 2434 Bateson         | 1981 KA    | 27 mai 1981 | Lake Tekapo            | A. C. Gilmore, P. M. Kilmartin | —         | MPC                           |
| 2435 Horemheb        | 4578 P-L   | 24 set 1960 | Palomar                | PLS                            | —         | MPC                           |
| 2436 Hatshepsut      | 6066 P-L   | 24 set 1960 | Palomar                | PLS                            | Ursula    | MPC                           |
| 2437 Amnestia        | 1942 RZ    | 14 set 1942 | Turku                  | M. Väisälä                     | —         | MPC                           |
| 2438 Oleshko         | 1975 VO2   | 2 nov 1975  | Nauchnij               | T. M. Smirnova                 | —         | MPC                           |
| 2439 Ulugbek         | 1977 QX2   | 21 ago 1977 | Nauchnij               | N. S. Chernykh                 | —         | MPC                           |
| 2440 Educatio        | 1978 VQ4   | 7 nov 1978  | Palomar                | E. F. Helin, S. J. Bus         | —         | MPC                           |
| 2441 Hibbs           | 1979 MN2   | 25 jun 1979 | Siding Spring          | E. F. Helin, S. J. Bus         | —         | MPC                           |
| 2442 Corbett         | 1980 TO    | 3 out 1980  | Kleť                   | Z. Vávrová                     | —         | MPC                           |
| 2443 Tomeileen       | A906 BJ    | 24 jan 1906 | Heidelberg             | M. F. Wolf                     | Brangane  | MPC                           |
| 2444 Lederle         | 1934 CD    | 5 fev 1934  | Heidelberg             | K. Reinmuth                    | —         | MPC                           |
| 2445 Blazhko         | 1935 TC    | 3 out 1935  | Crimea-Simeis          | P. F. Shajn                    | —         | MPC                           |
| 2446 Lunacharsky     | 1971 TS2   | 14 out 1971 | Nauchnij               | L. I. Chernykh                 | —         | MPC                           |
| 2447 Kronstadt       | 1973 QY1   | 31 ago 1973 | Nauchnij               | T. M. Smirnova                 | —         | MPC                           |
| 2448 Sholokhov       | 1975 BU    | 18 jan 1975 | Nauchnij               | L. I. Chernykh                 | —         | MPC                           |
| 2449 Kenos           | 1978 GC    | 8 abr 1978  | Cerro Tololo           | W. Liller                      | —         | MPC                           |
| 2450 Ioannisiani     | 1978 RP    | 1 set 1978  | Nauchnij               | N. S. Chernykh                 | —         | MPC                           |
| 2451 Dollfus         | 1980 RQ    | 2 set 1980  | Anderson Mesa          | E. Bowell                      | —         | MPC                           |
| 2452 Lyot            | 1981 FE    | 30 mar 1981 | Anderson Mesa          | E. Bowell                      | —         | MPC                           |
| 2453 Wabash          | A921 SA    | 30 set 1921 | Heidelberg             | K. Reinmuth                    | Brangane  | MPC                           |
| 2454 Olaus Magnus    | 1941 SS    | 21 set 1941 | Turku                  | Y. Väisälä                     | —         | MPC                           |
| 2455 Somville        | 1950 TO4   | 5 out 1950  | Uccle                  | S. Arend                       | —         | MPC                           |
| 2456 Palamedes       | 1966 BA1   | 30 jan 1966 | Nanking                | Purple Mountain Obs.           | Vesta     | MPC                           |
| 2457 Rublyov         | 1975 TU2   | 3 out 1975  | Nauchnij               | L. I. Chernykh                 | —         | MPC                           |
| 2458 Veniakaverin    | 1977 RC7   | 11 set 1977 | Nauchnij               | N. S. Chernykh                 | —         | MPC                           |
| 2459 Spellmann       | 1980 LB1   | 11 jun 1980 | Palomar                | C. S. Shoemaker                | Brangane  | MPC                           |
| 2460 Mitlincoln      | 1980 TX4   | 1 out 1980  | Socorro                | L. G. Taff, D. Beatty          | —         | MPC                           |
| 2461 Clavel          | 1981 EC1   | 5 mar 1981  | La Silla               | H. Debehogne, G. DeSanctis     | —         | MPC                           |
| 2462 Nehalennia      | 6578 P-L   | 24 set 1960 | Palomar                | PLS                            | —         | MPC                           |
| 2463 Sterpin         | 1934 FF    | 10 mar 1934 | Williams Bay           | G. Van Biesbroeck              | Phocaea   | MPC                           |
| 2464 Nordenskiöld    | 1939 BF    | 19 jan 1939 | Turku                  | Y. Väisälä                     | —         | MPC                           |
| 2465 Wilson          | 1949 PK    | 2 ago 1949  | Heidelberg             | K. Reinmuth                    | —         | MPC                           |
| 2466 Golson          | 1959 RJ    | 7 set 1959  | Brooklyn               | Indiana University             | —         | MPC                           |
| 2467 Kollontai       | 1966 PJ    | 14 ago 1966 | Nauchnij               | L. I. Chernykh                 | —         | MPC                           |
| 2468 Repin           | 1969 TO1   | 8 out 1969  | Nauchnij               | L. I. Chernykh                 | —         | MPC                           |
| 2469 Tadjikistan     | 1970 HA    | 27 abr 1970 | Nauchnij               | T. M. Smirnova                 | —         | MPC                           |
| 2470 Agematsu        | 1976 UW15  | 22 out 1976 | Kiso                   | H. Kosai, K. Furukawa          | —         | MPC                           |
| 2471 Ultrajectum     | 6545 P-L   | 24 set 1960 | Palomar                | PLS                            | Brangane  | MPC                           |
| 2472 Bradman         | 1973 DG    | 27 fev 1973 | Hamburg-Bergedorf      | L. Kohoutek                    | —         | MPC                           |
| 2473 Heyerdahl       | 1977 RX7   | 12 set 1977 | Nauchnij               | N. S. Chernykh                 | —         | MPC                           |
| 2474 Ruby            | 1979 PB    | 14 ago 1979 | Kleť                   | Z. Vávrová                     | —         | MPC                           |
| 2475 Semenov         | 1972 TF2   | 8 out 1972  | Nauchnij               | L. V. Zhuravleva               | —         | MPC                           |
| 2476 Andersen        | 1976 JF2   | 2 mai 1976  | Nauchnij               | N. S. Chernykh                 | Brangane  | MPC                           |
| 2477 Biryukov        | 1977 PY1   | 14 ago 1977 | Nauchnij               | N. S. Chernykh                 | —         | MPC                           |
| 2478 Tokai           | 1981 JC    | 4 mai 1981  | Tōkai                  | T. Furuta                      | —         | MPC                           |
| 2479 Sodankylä       | 1942 CB    | 6 fev 1942  | Turku                  | Y. Väisälä                     | —         | MPC                           |
| 2480 Papanov         | 1976 YS1   | 16 dez 1976 | Nauchnij               | L. I. Chernykh                 | —         | MPC                           |
| 2481 Bürgi           | 1977 UQ    | 18 out 1977 | Zimmerwald             | P. Wild                        | —         | MPC                           |
| 2482 Perkin          | 1980 CO    | 13 fev 1980 | Harvard Observatory    | Harvard Obs.                   | —         | MPC                           |
| 2483 Guinevere       | 1928 QB    | 17 ago 1928 | Heidelberg             | M. F. Wolf                     | Juno      | MPC                           |
| 2484 Parenago        | 1928 TK    | 7 out 1928  | Crimea-Simeis          | G. N. Neujmin                  | —         | MPC                           |
| 2485 Scheffler       | 1932 BH    | 29 jan 1932 | Heidelberg             | K. Reinmuth                    | —         | MPC                           |
| 2486 Metsahovi       | 1939 FY    | 22 mar 1939 | Turku                  | Y. Väisälä                     | —         | MPC                           |
| 2487 Juhani          | 1940 RL    | 8 set 1940  | Turku                  | H. Alikoski                    | —         | MPC                           |
| 2488 Bryan           | 1952 UT    | 23 out 1952 | Brooklyn               | Indiana University             | —         | MPC                           |
| 2489 Suvorov         | 1975 NY    | 11 jul 1975 | Nauchnij               | L. I. Chernykh                 | —         | MPC                           |
| 2490 Bussolini       | 1976 AG    | 3 jan 1976  | El Leoncito            | Félix Aguilar Obs.             | Phocaea   | MPC                           |
| 2491 Tvashtri        | 1977 CB    | 15 fev 1977 | Palomar                | W. Sebok                       | —         | MPC                           |
| 2492 Kutuzov         | 1977 NT    | 14 jul 1977 | Nauchnij               | N. S. Chernykh                 | —         | MPC                           |
| 2493 Elmer           | 1978 XC    | 1 dez 1978  | Harvard Observatory    | Harvard Obs.                   | —         | MPC                           |
| 2494 Inge            | 1981 LF    | 4 jun 1981  | Anderson Mesa          | E. Bowell                      | —         | MPC                           |
| 2495 Noviomagum      | 7071 P-L   | 17 out 1960 | Palomar                | PLS                            | Juno      | MPC                           |
| 2496 Fernandus       | 1953 TC1   | 8 out 1953  | Brooklyn               | Indiana University             | —         | MPC                           |
| 2497 Kulikovskij     | 1977 PZ1   | 14 ago 1977 | Nauchnij               | N. S. Chernykh                 | —         | MPC                           |
| 2498 Tsesevich       | 1977 QM3   | 23 ago 1977 | Nauchnij               | N. S. Chernykh                 | —         | MPC                           |
| 2499 Brunk           | 1978 VJ7   | 7 nov 1978  | Palomar                | E. F. Helin, S. J. Bus         | —         | MPC                           |
| 2500 Alascattalo     | 1926 GC    | 2 abr 1926  | Heidelberg             | K. Reinmuth                    | —         | MPC                           |

## 2501–2600
| Designação          | Designação | Descoberta  | Descoberta          | Descobridor(es)            | Categoria | Mais informações / Referência |
| Permanente          | Provisória | Data        | Local               | Descobridor(es)            | Categoria | Mais informações / Referência |
| ------------------- | ---------- | ----------- | ------------------- | -------------------------- | --------- | ----------------------------- |
| 2501 Lohja          | 1942 GD    | 14 abr 1942 | Turku               | L. Oterma                  | —         | MPC                           |
| 2502 Nummela        | 1943 EO    | 3 mar 1943  | Turku               | Y. Väisälä                 | —         | MPC                           |
| 2503 Liaoning       | 1965 UB1   | 16 out 1965 | Nanking             | Purple Mountain Obs.       | —         | MPC                           |
| 2504 Gaviola        | 1967 JO    | 6 mai 1967  | El Leoncito         | C. U. Cesco, A. R. Klemola | —         | MPC                           |
| 2505 Hebei          | 1975 UJ    | 31 out 1975 | Nanking             | Purple Mountain Obs.       | —         | MPC                           |
| 2506 Pirogov        | 1976 QG1   | 26 ago 1976 | Nauchnij            | N. S. Chernykh             | —         | MPC                           |
| 2507 Bobone         | 1976 WB1   | 18 nov 1976 | El Leoncito         | Félix Aguilar Obs.         | —         | MPC                           |
| 2508 Alupka         | 1977 ET1   | 13 mar 1977 | Nauchnij            | N. S. Chernykh             | —         | MPC                           |
| 2509 Chukotka       | 1977 NG    | 14 jul 1977 | Nauchnij            | N. S. Chernykh             | —         | MPC                           |
| 2510 Shandong       | 1979 TH    | 10 out 1979 | Nanking             | Purple Mountain Obs.       | —         | MPC                           |
| 2511 Patterson      | 1980 LM    | 11 jun 1980 | Palomar             | C. S. Shoemaker            | —         | MPC                           |
| 2512 Tavastia       | 1940 GG    | 3 abr 1940  | Turku               | Y. Väisälä                 | —         | MPC                           |
| 2513 Baetsle        | 1950 SH    | 19 set 1950 | Uccle               | S. Arend                   | —         | MPC                           |
| 2514 Taiyuan        | 1964 TA1   | 8 out 1964  | Nanking             | Purple Mountain Obs.       | —         | MPC                           |
| 2515 Gansu          | 1964 TX1   | 9 out 1964  | Nanking             | Purple Mountain Obs.       | —         | MPC                           |
| 2516 Roman          | 1964 VY    | 6 nov 1964  | Brooklyn            | Indiana University         | —         | MPC                           |
| 2517 Orma           | 1968 SB    | 28 set 1968 | Zimmerwald          | P. Wild                    | —         | MPC                           |
| 2518 Rutllant       | 1974 FG    | 22 mar 1974 | Cerro El Roble      | C. Torres                  | —         | MPC                           |
| 2519 Annagerman     | 1975 VD2   | 2 nov 1975  | Nauchnij            | T. M. Smirnova             | —         | MPC                           |
| 2520 Novorossijsk   | 1976 QF1   | 26 ago 1976 | Nauchnij            | N. S. Chernykh             | —         | MPC                           |
| 2521 Heidi          | 1979 DK    | 28 fev 1979 | Zimmerwald          | P. Wild                    | —         | MPC                           |
| 2522 Triglav        | 1980 PP    | 6 ago 1980  | Kleť                | Z. Vávrová                 | Brangane  | MPC                           |
| 2523 Ryba           | 1980 PV    | 6 ago 1980  | Kleť                | Z. Vávrová                 | —         | MPC                           |
| 2524 Budovicium     | 1981 QB1   | 28 ago 1981 | Kleť                | Z. Vávrová                 | —         | MPC                           |
| 2525 O'Steen        | 1981 VG    | 2 nov 1981  | Anderson Mesa       | B. A. Skiff                | —         | MPC                           |
| 2526 Alisary        | 1979 KX    | 19 mai 1979 | La Silla            | R. M. West                 | —         | MPC                           |
| 2527 Gregory        | 1981 RE    | 3 set 1981  | Anderson Mesa       | N. G. Thomas               | —         | MPC                           |
| 2528 Mohler         | 1953 TF1   | 8 out 1953  | Brooklyn            | Indiana University         | —         | MPC                           |
| 2529 Rockwell Kent  | 1977 QL2   | 21 ago 1977 | Nauchnij            | N. S. Chernykh             | —         | MPC                           |
| 2530 Shipka         | 1978 NC3   | 9 jul 1978  | Nauchnij            | L. I. Chernykh             | Brangane  | MPC                           |
| 2531 Cambridge      | 1980 LD    | 11 jun 1980 | Anderson Mesa       | E. Bowell                  | —         | MPC                           |
| 2532 Sutton         | 1980 TU5   | 9 out 1980  | Palomar             | C. S. Shoemaker            | —         | MPC                           |
| 2533 Fechtig        | A905 VA    | 3 nov 1905  | Heidelberg          | M. F. Wolf                 | —         | MPC                           |
| 2534 Houzeau        | 1931 VD    | 2 nov 1931  | Uccle               | E. Delporte                | —         | MPC                           |
| 2535 Hämeenlinna    | 1939 DH    | 17 fev 1939 | Turku               | Y. Väisälä                 | —         | MPC                           |
| 2536 Kozyrev        | 1939 PJ    | 15 ago 1939 | Crimea-Simeis       | G. N. Neujmin              | —         | MPC                           |
| 2537 Gilmore        | 1951 RL    | 4 set 1951  | Heidelberg          | K. Reinmuth                | Phocaea   | MPC                           |
| 2538 Vanderlinden   | 1954 UD    | 30 out 1954 | Uccle               | S. Arend                   | —         | MPC                           |
| 2539 Ningxia        | 1964 TS2   | 8 out 1964  | Nanking             | Purple Mountain Obs.       | —         | MPC                           |
| 2540 Blok           | 1971 TH2   | 13 out 1971 | Nauchnij            | L. I. Chernykh             | —         | MPC                           |
| 2541 Edebono        | 1973 DE    | 27 fev 1973 | Hamburg-Bergedorf   | L. Kohoutek                | —         | MPC                           |
| 2542 Calpurnia      | 1980 CF    | 11 fev 1980 | Anderson Mesa       | E. Bowell                  | —         | MPC                           |
| 2543 Machado        | 1980 LJ    | 1 jun 1980  | La Silla            | H. Debehogne               | —         | MPC                           |
| 2544 Gubarev        | 1980 PS    | 6 ago 1980  | Kleť                | Z. Vávrová                 | —         | MPC                           |
| 2545 Verbiest       | 1933 BB    | 26 jan 1933 | Uccle               | E. Delporte                | —         | MPC                           |
| 2546 Libitina       | 1950 FC    | 23 mar 1950 | Johannesburg        | E. L. Johnson              | —         | MPC                           |
| 2547 Hubei          | 1964 TC2   | 9 out 1964  | Nanking             | Purple Mountain Obs.       | —         | MPC                           |
| 2548 Leloir         | 1975 DA    | 16 fev 1975 | El Leoncito         | Félix Aguilar Obs.         | —         | MPC                           |
| 2549 Baker          | 1976 UB    | 23 out 1976 | Harvard Observatory | Harvard Obs.               | —         | MPC                           |
| 2550 Houssay        | 1976 UP20  | 21 out 1976 | El Leoncito         | Félix Aguilar Obs.         | —         | MPC                           |
| 2551 Decabrina      | 1976 YX1   | 16 dez 1976 | Nauchnij            | L. I. Chernykh             | —         | MPC                           |
| 2552 Remek          | 1978 SP    | 24 set 1978 | Kleť                | A. Mrkos                   | —         | MPC                           |
| 2553 Viljev         | 1979 FS2   | 29 mar 1979 | Nauchnij            | N. S. Chernykh             | —         | MPC                           |
| 2554 Skiff          | 1980 OB    | 17 jul 1980 | Anderson Mesa       | E. Bowell                  | —         | MPC                           |
| 2555 Thomas         | 1980 OC    | 17 jul 1980 | Anderson Mesa       | E. Bowell                  | —         | MPC                           |
| 2556 Louise         | 1981 CS    | 8 fev 1981  | Anderson Mesa       | N. G. Thomas               | —         | MPC                           |
| 2557 Putnam         | 1981 SL1   | 26 set 1981 | Anderson Mesa       | B. A. Skiff, N. G. Thomas  | —         | MPC                           |
| 2558 Viv            | 1981 SP1   | 26 set 1981 | Anderson Mesa       | N. G. Thomas               | —         | MPC                           |
| 2559 Svoboda        | 1981 UH    | 23 out 1981 | Kleť                | A. Mrkos                   | —         | MPC                           |
| 2560 Siegma         | 1932 CW    | 14 fev 1932 | Heidelberg          | K. Reinmuth                | —         | MPC                           |
| 2561 Margolin       | 1969 TK2   | 8 out 1969  | Nauchnij            | L. I. Chernykh             | —         | MPC                           |
| 2562 Chaliapin      | 1973 FF1   | 27 mar 1973 | Nauchnij            | L. V. Zhuravleva           | Brangane  | MPC                           |
| 2563 Boyarchuk      | 1977 FZ    | 22 mar 1977 | Nauchnij            | N. S. Chernykh             | —         | MPC                           |
| 2564 Kayala         | 1977 QX    | 19 ago 1977 | Nauchnij            | N. S. Chernykh             | —         | MPC                           |
| 2565 Grögler        | 1977 TB1   | 12 out 1977 | Zimmerwald          | P. Wild                    | —         | MPC                           |
| 2566 Kirghizia      | 1979 FR2   | 29 mar 1979 | Nauchnij            | N. S. Chernykh             | —         | MPC                           |
| 2567 Elba           | 1979 KA    | 19 mai 1979 | La Silla            | O. Pizarro, G. Pizarro     | —         | MPC                           |
| 2568 Maksutov       | 1980 GH    | 13 abr 1980 | Kleť                | Z. Vávrová                 | —         | MPC                           |
| 2569 Madeline       | 1980 MA    | 18 jun 1980 | Anderson Mesa       | E. Bowell                  | —         | MPC                           |
| 2570 Porphyro       | 1980 PG    | 6 ago 1980  | Anderson Mesa       | E. Bowell                  | —         | MPC                           |
| 2571 Geisei         | 1981 UC    | 23 out 1981 | Geisei              | T. Seki                    | —         | MPC                           |
| 2572 Annschnell     | 1950 DL    | 17 fev 1950 | Heidelberg          | K. Reinmuth                | —         | MPC                           |
| 2573 Hannu Olavi    | 1953 EN    | 10 mar 1953 | Turku               | H. Alikoski                | —         | MPC                           |
| 2574 Ladoga         | 1968 UP    | 22 out 1968 | Nauchnij            | T. M. Smirnova             | —         | MPC                           |
| 2575 Bulgaria       | 1970 PL    | 4 ago 1970  | Nauchnij            | T. M. Smirnova             | —         | MPC                           |
| 2576 Yesenin        | 1974 QL    | 17 ago 1974 | Nauchnij            | L. V. Zhuravleva           | —         | MPC                           |
| 2577 Litva          | 1975 EE3   | 12 mar 1975 | Nauchnij            | N. S. Chernykh             | —         | MPC                           |
| 2578 Saint-Exupery  | 1975 VW3   | 2 nov 1975  | Nauchnij            | T. M. Smirnova             | Brangane  | MPC                           |
| 2579 Spartacus      | 1977 PA2   | 14 ago 1977 | Nauchnij            | N. S. Chernykh             | —         | MPC                           |
| 2580 Smilevskia     | 1977 QP4   | 18 ago 1977 | Nauchnij            | N. S. Chernykh             | —         | MPC                           |
| 2581 Radegast       | 1980 VX    | 11 nov 1980 | Kleť                | Z. Vávrová                 | —         | MPC                           |
| 2582 Harimaya-Bashi | 1981 SA    | 26 set 1981 | Geisei              | T. Seki                    | —         | MPC                           |
| 2583 Fatyanov       | 1975 XA3   | 3 dez 1975  | Nauchnij            | T. M. Smirnova             | —         | MPC                           |
| 2584 Turkmenia      | 1979 FG2   | 23 mar 1979 | Nauchnij            | N. S. Chernykh             | —         | MPC                           |
| 2585 Irpedina       | 1979 OJ15  | 21 jul 1979 | Nauchnij            | N. S. Chernykh             | —         | MPC                           |
| 2586 Matson         | 1980 LO    | 11 jun 1980 | Palomar             | C. S. Shoemaker            | —         | MPC                           |
| 2587 Gardner        | 1980 OH    | 17 jul 1980 | Anderson Mesa       | E. Bowell                  | —         | MPC                           |
| 2588 Flavia         | 1981 VQ    | 2 nov 1981  | Anderson Mesa       | B. A. Skiff                | —         | MPC                           |
| 2589 Daniel         | 1979 QU2   | 22 ago 1979 | La Silla            | C.-I. Lagerkvist           | —         | MPC                           |
| 2590 Mourao         | 1980 KJ    | 22 mai 1980 | La Silla            | H. Debehogne               | —         | MPC                           |
| 2591 Dworetsky      | 1949 PS    | 2 ago 1949  | Heidelberg          | K. Reinmuth                | —         | MPC                           |
| 2592 Hunan          | 1966 BW    | 30 jan 1966 | Nanking             | Purple Mountain Obs.       | —         | MPC                           |
| 2593 Buryatia       | 1976 GB8   | 2 abr 1976  | Nauchnij            | N. S. Chernykh             | —         | MPC                           |
| 2594 Acamas         | 1978 TB    | 4 out 1978  | Palomar             | C. T. Kowal                | —         | MPC                           |
| 2595 Gudiachvili    | 1979 KL    | 19 mai 1979 | La Silla            | R. M. West                 | —         | MPC                           |
| 2596 Vainu Bappu    | 1979 KN    | 19 mai 1979 | La Silla            | R. M. West                 | —         | MPC                           |
| 2597 Arthur         | 1980 PN    | 8 ago 1980  | Anderson Mesa       | E. Bowell                  | —         | MPC                           |
| 2598 Merlin         | 1980 RY    | 7 set 1980  | Anderson Mesa       | E. Bowell                  | —         | MPC                           |
| 2599 Veselí         | 1980 SO    | 29 set 1980 | Kleť                | Z. Vávrová                 | —         | MPC                           |
| 2600 Lumme          | 1980 VP    | 9 nov 1980  | Anderson Mesa       | E. Bowell                  | Brangane  | MPC                           |

## 2601–2700
| Designação          | Designação | Descoberta  | Descoberta          | Descobridor(es)                | Categoria | Mais informações / Referência |
| Permanente          | Provisória | Data        | Local               | Descobridor(es)                | Categoria | Mais informações / Referência |
| ------------------- | ---------- | ----------- | ------------------- | ------------------------------ | --------- | ----------------------------- |
| 2601 Bologna        | 1980 XA    | 8 dez 1980  | Bologna             | San Vittore Obs.               | Brangane  | MPC                           |
| 2602 Moore          | 1982 BR    | 24 jan 1982 | Anderson Mesa       | E. Bowell                      | —         | MPC                           |
| 2603 Taylor         | 1982 BW1   | 30 jan 1982 | Anderson Mesa       | E. Bowell                      | —         | MPC                           |
| 2604 Marshak        | 1972 LD1   | 13 jun 1972 | Nauchnij            | T. M. Smirnova                 | —         | MPC                           |
| 2605 Sahade         | 1974 QA    | 16 ago 1974 | El Leoncito         | Félix Aguilar Obs.             | Brangane  | MPC                           |
| 2606 Odessa         | 1976 GX2   | 1 abr 1976  | Nauchnij            | N. S. Chernykh                 | —         | MPC                           |
| 2607 Yakutia        | 1977 NR    | 14 jul 1977 | Nauchnij            | N. S. Chernykh                 | —         | MPC                           |
| 2608 Seneca         | 1978 DA    | 17 fev 1978 | La Silla            | H.-E. Schuster                 | —         | MPC                           |
| 2609 Kiril-Metodi   | 1978 PB4   | 9 ago 1978  | Nauchnij            | N. S. Chernykh, L. I. Chernykh | —         | MPC                           |
| 2610 Tuva           | 1978 RO1   | 5 set 1978  | Nauchnij            | N. S. Chernykh                 | —         | MPC                           |
| 2611 Boyce          | 1978 VQ5   | 7 nov 1978  | Palomar             | E. F. Helin, S. J. Bus         | —         | MPC                           |
| 2612 Kathryn        | 1979 DE    | 28 fev 1979 | Anderson Mesa       | N. G. Thomas                   | —         | MPC                           |
| 2613 Plzen          | 1979 QE    | 30 ago 1979 | Kleť                | L. Brožek                      | —         | MPC                           |
| 2614 Torrence       | 1980 LP    | 11 jun 1980 | Palomar             | C. S. Shoemaker                | —         | MPC                           |
| 2615 Saito          | 1951 RJ    | 4 set 1951  | Heidelberg          | K. Reinmuth                    | Ursula    | MPC                           |
| 2616 Lesya          | 1970 QV    | 28 ago 1970 | Nauchnij            | T. M. Smirnova                 | —         | MPC                           |
| 2617 Jiangxi        | 1975 WO1   | 26 nov 1975 | Nanking             | Purple Mountain Obs.           | —         | MPC                           |
| 2618 Coonabarabran  | 1979 MX2   | 25 jun 1979 | Siding Spring       | E. F. Helin, S. J. Bus         | Brangane  | MPC                           |
| 2619 Skalnaté Pleso | 1979 MZ3   | 25 jun 1979 | Siding Spring       | E. F. Helin, S. J. Bus         | —         | MPC                           |
| 2620 Santana        | 1980 TN    | 3 out 1980  | Kleť                | Z. Vávrová                     | —         | MPC                           |
| 2621 Goto           | 1981 CA    | 9 fev 1981  | Geisei              | T. Seki                        | —         | MPC                           |
| 2622 Bolzano        | 1981 CM    | 9 fev 1981  | Kleť                | L. Brožek                      | Brangane  | MPC                           |
| 2623 Zech           | A919 SA    | 22 set 1919 | Heidelberg          | K. Reinmuth                    | —         | MPC                           |
| 2624 Samitchell     | 1962 RE    | 7 set 1962  | Brooklyn            | Indiana University             | Juno      | MPC                           |
| 2625 Jack London    | 1976 JQ2   | 2 mai 1976  | Nauchnij            | N. S. Chernykh                 | —         | MPC                           |
| 2626 Belnika        | 1978 PP2   | 8 ago 1978  | Nauchnij            | N. S. Chernykh                 | —         | MPC                           |
| 2627 Churyumov      | 1978 PP3   | 8 ago 1978  | Nauchnij            | N. S. Chernykh                 | —         | MPC                           |
| 2628 Kopal          | 1979 MS8   | 25 jun 1979 | Siding Spring       | E. F. Helin, S. J. Bus         | —         | MPC                           |
| 2629 Rudra          | 1980 RB1   | 13 set 1980 | Palomar             | C. T. Kowal                    | —         | MPC                           |
| 2630 Hermod         | 1980 TF3   | 14 out 1980 | Haute-Provence      | Haute-Provence Obs.            | —         | MPC                           |
| 2631 Zhejiang       | 1980 TY5   | 7 out 1980  | Nanking             | Purple Mountain Obs.           | —         | MPC                           |
| 2632 Guizhou        | 1980 VJ1   | 6 nov 1980  | Nanking             | Purple Mountain Obs.           | —         | MPC                           |
| 2633 Bishop         | 1981 WR1   | 24 nov 1981 | Anderson Mesa       | E. Bowell                      | —         | MPC                           |
| 2634 James Bradley  | 1982 DL    | 21 fev 1982 | Anderson Mesa       | E. Bowell                      | —         | MPC                           |
| 2635 Huggins        | 1982 DS    | 21 fev 1982 | Anderson Mesa       | E. Bowell                      | —         | MPC                           |
| 2636 Lassell        | 1982 DZ    | 20 fev 1982 | Anderson Mesa       | E. Bowell                      | —         | MPC                           |
| 2637 Bobrovnikoff   | A919 SB    | 22 set 1919 | Heidelberg          | K. Reinmuth                    | —         | MPC                           |
| 2638 Gadolin        | 1939 SG    | 19 set 1939 | Turku               | Y. Väisälä                     | —         | MPC                           |
| 2639 Planman        | 1940 GN    | 9 abr 1940  | Turku               | Y. Väisälä                     | —         | MPC                           |
| 2640 Hällström      | 1941 FN    | 18 mar 1941 | Turku               | L. Oterma                      | —         | MPC                           |
| 2641 Lipschutz      | 1949 GJ    | 4 abr 1949  | Brooklyn            | Indiana University             | —         | MPC                           |
| 2642 Vésale         | 1961 RA    | 14 set 1961 | Uccle               | S. Arend                       | —         | MPC                           |
| 2643 Bernhard       | 1973 SD    | 19 set 1973 | Palomar             | T. Gehrels                     | —         | MPC                           |
| 2644 Victor Jara    | 1973 SO2   | 22 set 1973 | Nauchnij            | N. S. Chernykh                 | —         | MPC                           |
| 2645 Daphne Plane   | 1976 QD    | 30 ago 1976 | Palomar             | E. F. Helin                    | —         | MPC                           |
| 2646 Abetti         | 1977 EC1   | 13 mar 1977 | Nauchnij            | N. S. Chernykh                 | Brangane  | MPC                           |
| 2647 Sova           | 1980 SP    | 29 set 1980 | Kleť                | Z. Vávrová                     | —         | MPC                           |
| 2648 Owa            | 1980 VJ    | 8 nov 1980  | Anderson Mesa       | E. Bowell                      | —         | MPC                           |
| 2649 Oongaq         | 1980 WA    | 29 nov 1980 | Anderson Mesa       | E. Bowell                      | —         | MPC                           |
| 2650 Elinor         | 1931 EG    | 14 mar 1931 | Heidelberg          | M. F. Wolf                     | —         | MPC                           |
| 2651 Karen          | 1949 QD    | 28 ago 1949 | Johannesburg        | E. L. Johnson                  | —         | MPC                           |
| 2652 Yabuuti        | 1953 GM    | 7 abr 1953  | Heidelberg          | K. Reinmuth                    | —         | MPC                           |
| 2653 Principia      | 1964 VP    | 4 nov 1964  | Brooklyn            | Indiana University             | —         | MPC                           |
| 2654 Ristenpart     | 1968 OG    | 18 jul 1968 | Cerro El Roble      | C. Torres, S. Cofré            | —         | MPC                           |
| 2655 Guangxi        | 1974 XX    | 14 dez 1974 | Nanking             | Purple Mountain Obs.           | —         | MPC                           |
| 2656 Evenkia        | 1979 HD5   | 25 abr 1979 | Nauchnij            | N. S. Chernykh                 | —         | MPC                           |
| 2657 Bashkiria      | 1979 SB7   | 23 set 1979 | Nauchnij            | N. S. Chernykh                 | —         | MPC                           |
| 2658 Gingerich      | 1980 CK    | 13 fev 1980 | Harvard Observatory | Harvard Obs.                   | —         | MPC                           |
| 2659 Millis         | 1981 JX    | 5 mai 1981  | Anderson Mesa       | E. Bowell                      | —         | MPC                           |
| 2660 Wasserman      | 1982 FG    | 21 mar 1982 | Anderson Mesa       | E. Bowell                      | Phocaea   | MPC                           |
| 2661 Bydzovsky      | 1982 FC1   | 23 mar 1982 | Kleť                | Z. Vávrová                     | —         | MPC                           |
| 2662 Kandinsky      | 4021 P-L   | 24 set 1960 | Palomar             | PLS                            | —         | MPC                           |
| 2663 Miltiades      | 6561 P-L   | 24 set 1960 | Palomar             | PLS                            | —         | MPC                           |
| 2664 Everhart       | 1934 RR    | 7 set 1934  | Heidelberg          | K. Reinmuth                    | —         | MPC                           |
| 2665 Schrutka       | 1938 DW1   | 24 fev 1938 | Heidelberg          | A. Bohrmann                    | —         | MPC                           |
| 2666 Gramme         | 1951 TA    | 8 out 1951  | Uccle               | S. Arend                       | —         | MPC                           |
| 2667 Oikawa         | 1967 UO    | 30 out 1967 | Hamburg-Bergedorf   | L. Kohoutek                    | —         | MPC                           |
| 2668 Tataria        | 1976 QV    | 26 ago 1976 | Nauchnij            | N. S. Chernykh                 | —         | MPC                           |
| 2669 Shostakovich   | 1976 YQ2   | 16 dez 1976 | Nauchnij            | L. I. Chernykh                 | —         | MPC                           |
| 2670 Chuvashia      | 1977 PW1   | 14 ago 1977 | Nauchnij            | N. S. Chernykh                 | —         | MPC                           |
| 2671 Abkhazia       | 1977 QR2   | 21 ago 1977 | Nauchnij            | N. S. Chernykh                 | —         | MPC                           |
| 2672 Pisek          | 1979 KC    | 31 mai 1979 | Kleť                | J. Květoň                      | Phocaea   | MPC                           |
| 2673 Lossignol      | 1980 KN    | 22 mai 1980 | La Silla            | H. Debehogne                   | —         | MPC                           |
| 2674 Pandarus       | 1982 BC3   | 27 jan 1982 | Harvard Observatory | Oak Ridge Observatory          | —         | MPC                           |
| 2675 Tolkien        | 1982 GB    | 14 abr 1982 | Anderson Mesa       | M. Watt                        | —         | MPC                           |
| 2676 Aarhus         | 1933 QV    | 25 ago 1933 | Heidelberg          | K. Reinmuth                    | —         | MPC                           |
| 2677 Joan           | 1935 FF    | 25 mar 1935 | Nice                | M. Laugier                     | Brangane  | MPC                           |
| 2678 Aavasaksa      | 1938 DF1   | 24 fev 1938 | Turku               | Y. Väisälä                     | —         | MPC                           |
| 2679 Kittisvaara    | 1939 TG    | 7 out 1939  | Turku               | Y. Väisälä                     | —         | MPC                           |
| 2680 Mateo          | 1975 NF    | 1 jul 1975  | El Leoncito         | Félix Aguilar Obs.             | —         | MPC                           |
| 2681 Ostrovskij     | 1975 VF2   | 2 nov 1975  | Nauchnij            | T. M. Smirnova                 | —         | MPC                           |
| 2682 Soromundi      | 1979 MF4   | 25 jun 1979 | Siding Spring       | E. F. Helin, S. J. Bus         | —         | MPC                           |
| 2683 Brian          | 1981 AD1   | 10 jan 1981 | Anderson Mesa       | N. G. Thomas                   | —         | MPC                           |
| 2684 Douglas        | 1981 AH1   | 3 jan 1981  | Anderson Mesa       | N. G. Thomas                   | Brangane  | MPC                           |
| 2685 Masursky       | 1981 JN    | 3 mai 1981  | Anderson Mesa       | E. Bowell                      | Phocaea   | MPC                           |
| 2686 Linda Susan    | 1981 JW1   | 5 mai 1981  | Palomar             | C. S. Shoemaker                | Brangane  | MPC                           |
| 2687 Tortali        | 1982 HG    | 18 abr 1982 | Anderson Mesa       | M. Watt                        | —         | MPC                           |
| 2688 Halley         | 1982 HG1   | 25 abr 1982 | Anderson Mesa       | E. Bowell                      | —         | MPC                           |
| 2689 Bruxelles      | 1935 CF    | 3 fev 1935  | Uccle               | S. Arend                       | —         | MPC                           |
| 2690 Ristiina       | 1938 DG1   | 24 fev 1938 | Turku               | Y. Väisälä                     | —         | MPC                           |
| 2691 Sersic         | 1974 KB    | 18 mai 1974 | El Leoncito         | Félix Aguilar Obs.             | —         | MPC                           |
| 2692 Chkalov        | 1976 YT3   | 16 dez 1976 | Nauchnij            | L. I. Chernykh                 | —         | MPC                           |
| 2693 Yan'an         | 1977 VM1   | 3 nov 1977  | Nanking             | Purple Mountain Obs.           | —         | MPC                           |
| 2694 Pino Torinese  | 1979 QL1   | 22 ago 1979 | La Silla            | C.-I. Lagerkvist               | —         | MPC                           |
| 2695 Christabel     | 1979 UE    | 17 out 1979 | Anderson Mesa       | E. Bowell                      | —         | MPC                           |
| 2696 Magion         | 1980 HB    | 16 abr 1980 | Kleť                | L. Brožek                      | —         | MPC                           |
| 2697 Albina         | 1969 TC3   | 9 out 1969  | Nauchnij            | B. A. Burnasheva               | —         | MPC                           |
| 2698 Azerbajdzhan   | 1971 TZ    | 11 out 1971 | Nauchnij            | Crimean Astrophysical Obs.     | —         | MPC                           |
| 2699 Kalinin        | 1976 YX    | 16 dez 1976 | Nauchnij            | L. I. Chernykh                 | —         | MPC                           |
| 2700 Baikonur       | 1976 YP7   | 20 dez 1976 | Nauchnij            | N. S. Chernykh                 | —         | MPC                           |

## 2701–2800
| Designação           | Designação | Descoberta  | Descoberta        | Descobridor(es)            | Categoria | Mais informações / Referência |
| Permanente           | Provisória | Data        | Local             | Descobridor(es)            | Categoria | Mais informações / Referência |
| -------------------- | ---------- | ----------- | ----------------- | -------------------------- | --------- | ----------------------------- |
| 2701 Cherson         | 1978 RT    | 1 set 1978  | Nauchnij          | N. S. Chernykh             | —         | MPC                           |
| 2702 Batrakov        | 1978 SZ2   | 26 set 1978 | Nauchnij          | L. V. Zhuravleva           | —         | MPC                           |
| 2703 Rodari          | 1979 FT2   | 29 mar 1979 | Nauchnij          | N. S. Chernykh             | —         | MPC                           |
| 2704 Julian Loewe    | 1979 MR4   | 25 jun 1979 | Siding Spring     | E. F. Helin, S. J. Bus     | —         | MPC                           |
| 2705 Wu              | 1980 TD4   | 9 out 1980  | Palomar           | C. S. Shoemaker            | —         | MPC                           |
| 2706 Borovský        | 1980 VW    | 11 nov 1980 | Kleť              | Z. Vávrová                 | Brangane  | MPC                           |
| 2707 Ueferji         | 1981 QS3   | 28 ago 1981 | La Silla          | H. Debehogne               | —         | MPC                           |
| 2708 Burns           | 1981 WT    | 24 nov 1981 | Anderson Mesa     | E. Bowell                  | —         | MPC                           |
| 2709 Sagan           | 1982 FH    | 21 mar 1982 | Anderson Mesa     | E. Bowell                  | —         | MPC                           |
| 2710 Veverka         | 1982 FQ    | 23 mar 1982 | Anderson Mesa     | E. Bowell                  | —         | MPC                           |
| 2711 Aleksandrov     | 1978 QB2   | 31 ago 1978 | Nauchnij          | N. S. Chernykh             | Brangane  | MPC                           |
| 2712 Keaton          | 1937 YD    | 29 dez 1937 | Konkoly           | G. Kulin                   | —         | MPC                           |
| 2713 Luxembourg      | 1938 EA    | 19 fev 1938 | Uccle             | E. Delporte                | —         | MPC                           |
| 2714 Matti           | 1938 GC    | 5 abr 1938  | Turku             | H. Alikoski                | —         | MPC                           |
| 2715 Mielikki        | 1938 US    | 22 out 1938 | Turku             | Y. Väisälä                 | —         | MPC                           |
| 2716 Tuulikki        | 1939 TM    | 7 out 1939  | Turku             | Y. Väisälä                 | —         | MPC                           |
| 2717 Tellervo        | 1940 WJ    | 29 nov 1940 | Turku             | L. Oterma                  | —         | MPC                           |
| 2718 Handley         | 1951 OM    | 30 jul 1951 | Johannesburg      | E. L. Johnson              | —         | MPC                           |
| 2719 Suzhou          | 1965 SU    | 22 set 1965 | Nanking           | Purple Mountain Obs.       | —         | MPC                           |
| 2720 Pyotr Pervyj    | 1972 RV3   | 6 set 1972  | Nauchnij          | L. V. Zhuravleva           | —         | MPC                           |
| 2721 Vsekhsvyatskij  | 1973 SP2   | 22 set 1973 | Nauchnij          | N. S. Chernykh             | —         | MPC                           |
| 2722 Abalakin        | 1976 GM2   | 1 abr 1976  | Nauchnij          | N. S. Chernykh             | —         | MPC                           |
| 2723 Gorshkov        | 1978 QL2   | 31 ago 1978 | Nauchnij          | N. S. Chernykh             | —         | MPC                           |
| 2724 Orlov           | 1978 RZ5   | 13 set 1978 | Nauchnij          | N. S. Chernykh             | —         | MPC                           |
| 2725 David Bender    | 1978 VG3   | 7 nov 1978  | Palomar           | E. F. Helin, S. J. Bus     | —         | MPC                           |
| 2726 Kotelnikov      | 1979 SE9   | 22 set 1979 | Nauchnij          | N. S. Chernykh             | —         | MPC                           |
| 2727 Paton           | 1979 SO9   | 22 set 1979 | Nauchnij          | N. S. Chernykh             | —         | MPC                           |
| 2728 Yatskiv         | 1979 ST9   | 22 set 1979 | Nauchnij          | N. S. Chernykh             | —         | MPC                           |
| 2729 Urumqi          | 1979 UA2   | 18 out 1979 | Nanking           | Purple Mountain Obs.       | —         | MPC                           |
| 2730 Barks           | 1981 QH    | 30 ago 1981 | Anderson Mesa     | E. Bowell                  | —         | MPC                           |
| 2731 Cucula          | 1982 KJ    | 21 mai 1982 | Zimmerwald        | P. Wild                    | —         | MPC                           |
| 2732 Witt            | 1926 FG    | 19 mar 1926 | Heidelberg        | M. F. Wolf                 | —         | MPC                           |
| 2733 Hamina          | 1938 DQ    | 22 fev 1938 | Turku             | Y. Väisälä                 | —         | MPC                           |
| 2734 Hašek           | 1976 GJ3   | 1 abr 1976  | Nauchnij          | N. S. Chernykh             | —         | MPC                           |
| 2735 Ellen           | 1977 RB    | 13 set 1977 | Palomar           | S. J. Bus, T. Lauer        | —         | MPC                           |
| 2736 Ops             | 1979 OC    | 23 jul 1979 | Anderson Mesa     | E. Bowell                  | —         | MPC                           |
| 2737 Kotka           | 1938 DU    | 22 fev 1938 | Turku             | Y. Väisälä                 | —         | MPC                           |
| 2738 Viracocha       | 1940 EC    | 12 mar 1940 | Konkoly           | G. Kulin                   | —         | MPC                           |
| 2739 Taguacipa       | 1952 UZ1   | 17 out 1952 | Mount Wilson      | J. L. Brady                | —         | MPC                           |
| 2740 Tsoj            | 1974 SY4   | 26 set 1974 | Nauchnij          | L. V. Zhuravleva           | Brangane  | MPC                           |
| 2741 Valdivia        | 1975 XG    | 1 dez 1975  | Cerro El Roble    | C. Torres, S. Barros       | —         | MPC                           |
| 2742 Gibson          | 1981 JG3   | 6 mai 1981  | Palomar           | C. S. Shoemaker            | —         | MPC                           |
| 2743 Chengdu         | 1965 WR    | 21 nov 1965 | Nanking           | Purple Mountain Obs.       | Phocaea   | MPC                           |
| 2744 Birgitta        | 1975 RB    | 4 set 1975  | Kvistaberg        | C.-I. Lagerkvist           | —         | MPC                           |
| 2745 San Martín      | 1976 SR10  | 25 set 1976 | El Leoncito       | Félix Aguilar Obs.         | —         | MPC                           |
| 2746 Hissao          | 1979 SJ9   | 22 set 1979 | Nauchnij          | N. S. Chernykh             | —         | MPC                           |
| 2747 Cesky Krumlov   | 1980 DW    | 19 fev 1980 | Kleť              | A. Mrkos                   | —         | MPC                           |
| 2748 Patrick Gene    | 1981 JF2   | 5 mai 1981  | Palomar           | C. S. Shoemaker            | —         | MPC                           |
| 2749 Walterhorn      | 1937 TD    | 11 out 1937 | Heidelberg        | K. Reinmuth                | —         | MPC                           |
| 2750 Loviisa         | 1940 YK    | 30 dez 1940 | Turku             | Y. Väisälä                 | —         | MPC                           |
| 2751 Campbell        | 1962 RP    | 7 set 1962  | Brooklyn          | Indiana University         | —         | MPC                           |
| 2752 Wu Chien-Shiung | 1965 SP    | 20 set 1965 | Nanking           | Purple Mountain Obs.       | Brangane  | MPC                           |
| 2753 Duncan          | 1966 DH    | 18 fev 1966 | Brooklyn          | Indiana University         | —         | MPC                           |
| 2754 Efimov          | 1966 PD    | 13 ago 1966 | Nauchnij          | T. M. Smirnova             | —         | MPC                           |
| 2755 Avicenna        | 1973 SJ4   | 26 set 1973 | Nauchnij          | L. I. Chernykh             | —         | MPC                           |
| 2756 Dzhangar        | 1974 SG1   | 19 set 1974 | Nauchnij          | L. I. Chernykh             | —         | MPC                           |
| 2757 Crisser         | 1977 VN    | 11 nov 1977 | Cerro El Roble    | S. Barros                  | —         | MPC                           |
| 2758 Cordelia        | 1978 RF    | 1 set 1978  | Nauchnij          | N. S. Chernykh             | —         | MPC                           |
| 2759 Idomeneus       | 1980 GC    | 14 abr 1980 | Anderson Mesa     | E. Bowell                  | Vesta     | MPC                           |
| 2760 Kacha           | 1980 TU6   | 8 out 1980  | Nauchnij          | L. V. Zhuravleva           | Juno      | MPC                           |
| 2761 Eddington       | 1981 AE    | 1 jan 1981  | Anderson Mesa     | E. Bowell                  | —         | MPC                           |
| 2762 Fowler          | 1981 AT    | 14 jan 1981 | Anderson Mesa     | E. Bowell                  | —         | MPC                           |
| 2763 Jeans           | 1982 OG    | 24 jul 1982 | Anderson Mesa     | E. Bowell                  | —         | MPC                           |
| 2764 Moeller         | 1981 CN    | 8 fev 1981  | Anderson Mesa     | N. G. Thomas               | —         | MPC                           |
| 2765 Dinant          | 1981 EY    | 4 mar 1981  | La Silla          | H. Debehogne, G. DeSanctis | —         | MPC                           |
| 2766 Leeuwenhoek     | 1982 FE1   | 23 mar 1982 | Kleť              | Z. Vávrová                 | —         | MPC                           |
| 2767 Takenouchi      | 1967 UM    | 30 out 1967 | Hamburg-Bergedorf | L. Kohoutek                | Brangane  | MPC                           |
| 2768 Gorky           | 1972 RX3   | 6 set 1972  | Nauchnij          | L. V. Zhuravleva           | —         | MPC                           |
| 2769 Mendeleev       | 1976 GZ2   | 1 abr 1976  | Nauchnij          | N. S. Chernykh             | —         | MPC                           |
| 2770 Tsvet           | 1977 SM1   | 19 set 1977 | Nauchnij          | N. S. Chernykh             | —         | MPC                           |
| 2771 Polzunov        | 1978 SP7   | 26 set 1978 | Nauchnij          | L. V. Zhuravleva           | —         | MPC                           |
| 2772 Dugan           | 1979 XE    | 14 dez 1979 | Anderson Mesa     | E. Bowell                  | —         | MPC                           |
| 2773 Brooks          | 1981 JZ2   | 6 mai 1981  | Palomar           | C. S. Shoemaker            | —         | MPC                           |
| 2774 Tenojoki        | 1942 TJ    | 3 out 1942  | Turku             | L. Oterma                  | —         | MPC                           |
| 2775 Odishaw         | 1953 TX2   | 14 out 1953 | Brooklyn          | Indiana University         | —         | MPC                           |
| 2776 Baikal          | 1976 SZ7   | 25 set 1976 | Nauchnij          | N. S. Chernykh             | —         | MPC                           |
| 2777 Shukshin        | 1979 SY11  | 24 set 1979 | Nauchnij          | N. S. Chernykh             | —         | MPC                           |
| 2778 Tangshan        | 1979 XP    | 14 dez 1979 | Nanking           | Purple Mountain Obs.       | —         | MPC                           |
| 2779 Mary            | 1981 CX    | 6 fev 1981  | Anderson Mesa     | N. G. Thomas               | —         | MPC                           |
| 2780 Monnig          | 1981 DO2   | 28 fev 1981 | Siding Spring     | S. J. Bus                  | —         | MPC                           |
| 2781 Kleczek         | 1982 QH    | 19 ago 1982 | Kleť              | Z. Vávrová                 | —         | MPC                           |
| 2782 Leonidas        | 2605 P-L   | 24 set 1960 | Palomar           | PLS                        | Eos       | MPC                           |
| 2783 Chernyshevskij  | 1974 RA2   | 14 set 1974 | Nauchnij          | N. S. Chernykh             | —         | MPC                           |
| 2784 Domeyko         | 1975 GA    | 15 abr 1975 | Cerro El Roble    | C. Torres                  | —         | MPC                           |
| 2785 Sedov           | 1978 QN2   | 31 ago 1978 | Nauchnij          | N. S. Chernykh             | —         | MPC                           |
| 2786 Grinevia        | 1978 RR5   | 6 set 1978  | Nauchnij          | N. S. Chernykh             | Phocaea   | MPC                           |
| 2787 Tovarishch      | 1978 RC6   | 13 set 1978 | Nauchnij          | N. S. Chernykh             | Brangane  | MPC                           |
| 2788 Andenne         | 1981 EL    | 1 mar 1981  | La Silla          | H. Debehogne, G. DeSanctis | —         | MPC                           |
| 2789 Foshan          | 1956 XA    | 6 dez 1956  | Nanking           | Purple Mountain Obs.       | —         | MPC                           |
| 2790 Needham         | 1965 UU1   | 19 out 1965 | Nanking           | Purple Mountain Obs.       | —         | MPC                           |
| 2791 Paradise        | 1977 CA    | 13 fev 1977 | Palomar           | S. J. Bus                  | —         | MPC                           |
| 2792 Ponomarev       | 1977 EY1   | 13 mar 1977 | Nauchnij          | N. S. Chernykh             | —         | MPC                           |
| 2793 Valdaj          | 1977 QV    | 19 ago 1977 | Nauchnij          | N. S. Chernykh             | —         | MPC                           |
| 2794 Kulik           | 1978 PS3   | 8 ago 1978  | Nauchnij          | N. S. Chernykh             | —         | MPC                           |
| 2795 Lepage          | 1979 YM    | 16 dez 1979 | La Silla          | H. Debehogne, E. R. Netto  | —         | MPC                           |
| 2796 Kron            | 1980 EC    | 13 mar 1980 | Anderson Mesa     | E. Bowell                  | Phocaea   | MPC                           |
| 2797 Teucro          | 1981 LK    | 4 jun 1981  | Anderson Mesa     | E. Bowell                  | Vesta     | MPC                           |
| 2798 Vergilius       | 2009 P-L   | 24 set 1960 | Palomar           | PLS                        | —         | MPC                           |
| 2799 Justus          | 3071 P-L   | 25 set 1960 | Palomar           | PLS                        | —         | MPC                           |
| 2800 Ovidius         | 4585 P-L   | 24 set 1960 | Palomar           | PLS                        | —         | MPC                           |

## 2801–2900
| Designação          | Designação | Descoberta  | Descoberta             | Descobridor(es)                | Categoria | Mais informações / Referência |
| Permanente          | Provisória | Data        | Local                  | Descobridor(es)                | Categoria | Mais informações / Referência |
| ------------------- | ---------- | ----------- | ---------------------- | ------------------------------ | --------- | ----------------------------- |
| 2801 Huygens        | 1935 SU1   | 28 set 1935 | Johannesburg           | H. van Gent                    | —         | MPC                           |
| 2802 Weisell        | 1939 BU    | 19 jan 1939 | Turku                  | Y. Väisälä                     | —         | MPC                           |
| 2803 Vilho          | 1940 WG    | 29 nov 1940 | Turku                  | L. Oterma                      | —         | MPC                           |
| 2804 Yrjö           | 1941 HF    | 19 abr 1941 | Turku                  | L. Oterma                      | Brangane  | MPC                           |
| 2805 Kalle          | 1941 UM    | 15 out 1941 | Turku                  | L. Oterma                      | —         | MPC                           |
| 2806 Graz           | 1953 GG    | 7 abr 1953  | Heidelberg             | K. Reinmuth                    | —         | MPC                           |
| 2807 Karl Marx      | 1969 TH6   | 15 out 1969 | Nauchnij               | L. I. Chernykh                 | —         | MPC                           |
| 2808 Belgrano       | 1976 HS    | 23 abr 1976 | El Leoncito            | Félix Aguilar Obs.             | Brangane  | MPC                           |
| 2809 Vernadskij     | 1978 QW2   | 31 ago 1978 | Nauchnij               | N. S. Chernykh                 | —         | MPC                           |
| 2810 Lev Tolstoj    | 1978 RU5   | 13 set 1978 | Nauchnij               | N. S. Chernykh                 | Phocaea   | MPC                           |
| 2811 Střemchoví     | 1980 JA    | 10 mai 1980 | Kleť                   | A. Mrkos                       | —         | MPC                           |
| 2812 Scaltriti      | 1981 FN    | 30 mar 1981 | Anderson Mesa          | E. Bowell                      | —         | MPC                           |
| 2813 Zappalà        | 1981 WZ    | 24 nov 1981 | Anderson Mesa          | E. Bowell                      | —         | MPC                           |
| 2814 Vieira         | 1982 FA3   | 18 mar 1982 | La Silla               | H. Debehogne                   | —         | MPC                           |
| 2815 Soma           | 1982 RL    | 15 set 1982 | Anderson Mesa          | E. Bowell                      | —         | MPC                           |
| 2816 Pien           | 1982 SO    | 22 set 1982 | Anderson Mesa          | E. Bowell                      | —         | MPC                           |
| 2817 Perec          | 1982 UJ    | 17 out 1982 | Anderson Mesa          | E. Bowell                      | —         | MPC                           |
| 2818 Juvenalis      | 2580 P-L   | 24 set 1960 | Palomar                | PLS                            | —         | MPC                           |
| 2819 Ensor          | 1933 UR    | 20 out 1933 | Uccle                  | E. Delporte                    | —         | MPC                           |
| 2820 Iisalmi        | 1942 RU    | 8 set 1942  | Turku                  | Y. Väisälä                     | —         | MPC                           |
| 2821 Slávka         | 1978 SQ    | 24 set 1978 | Kleť                   | Z. Vávrová                     | —         | MPC                           |
| 2822 Sacajawea      | 1980 EG    | 14 mar 1980 | Anderson Mesa          | E. Bowell                      | Phocaea   | MPC                           |
| 2823 van der Laan   | 2010 P-L   | 24 set 1960 | Palomar                | PLS                            | —         | MPC                           |
| 2824 Franke         | 1934 CZ    | 4 fev 1934  | Heidelberg             | K. Reinmuth                    | —         | MPC                           |
| 2825 Crosby         | 1938 SD1   | 19 set 1938 | Johannesburg           | C. Jackson                     | —         | MPC                           |
| 2826 Ahti           | 1939 UJ    | 18 out 1939 | Turku                  | Y. Väisälä                     | —         | MPC                           |
| 2827 Vellamo        | 1942 CC    | 11 fev 1942 | Turku                  | L. Oterma                      | —         | MPC                           |
| 2828 Iku-Turso      | 1942 DL    | 18 fev 1942 | Turku                  | L. Oterma                      | —         | MPC                           |
| 2829 Bobhope        | 1948 PK    | 9 ago 1948  | Johannesburg           | E. L. Johnson                  | —         | MPC                           |
| 2830 Greenwich      | 1980 GA    | 14 abr 1980 | Anderson Mesa          | E. Bowell                      | —         | MPC                           |
| 2831 Stevin         | 1930 SZ    | 17 set 1930 | Johannesburg           | H. van Gent                    | —         | MPC                           |
| 2832 Lada           | 1975 EC1   | 6 mar 1975  | Nauchnij               | N. S. Chernykh                 | —         | MPC                           |
| 2833 Radishchev     | 1978 PC4   | 9 ago 1978  | Nauchnij               | L. I. Chernykh, N. S. Chernykh | —         | MPC                           |
| 2834 Christy Carol  | 1980 TB4   | 9 out 1980  | Palomar                | C. S. Shoemaker                | —         | MPC                           |
| 2835 Ryoma          | 1982 WF    | 20 nov 1982 | Geisei                 | T. Seki                        | —         | MPC                           |
| 2836 Sobolev        | 1978 YQ    | 22 dez 1978 | Nauchnij               | N. S. Chernykh                 | Brangane  | MPC                           |
| 2837 Griboedov      | 1971 TJ2   | 13 out 1971 | Nauchnij               | L. I. Chernykh                 | —         | MPC                           |
| 2838 Takase         | 1971 UM1   | 26 out 1971 | Hamburg-Bergedorf      | L. Kohoutek                    | —         | MPC                           |
| 2839 Annette        | 1929 TP    | 5 out 1929  | Flagstaff              | C. W. Tombaugh                 | —         | MPC                           |
| 2840 Kallavesi      | 1941 UP    | 15 out 1941 | Turku                  | L. Oterma                      | —         | MPC                           |
| 2841 Puijo          | 1943 DM    | 26 fev 1943 | Turku                  | L. Oterma                      | —         | MPC                           |
| 2842 Unsöld         | 1950 OD    | 25 jul 1950 | Brooklyn               | Indiana University             | Phocaea   | MPC                           |
| 2843 Yeti           | 1975 XQ    | 7 dez 1975  | Zimmerwald             | P. Wild                        | —         | MPC                           |
| 2844 Hess           | 1981 JP    | 3 mai 1981  | Anderson Mesa          | E. Bowell                      | —         | MPC                           |
| 2845 Franklinken    | 1981 OF    | 26 jul 1981 | Anderson Mesa          | E. Bowell                      | —         | MPC                           |
| 2846 Ylppö          | 1942 CJ    | 12 fev 1942 | Turku                  | L. Oterma                      | —         | MPC                           |
| 2847 Parvati        | 1959 CC1   | 1 fev 1959  | Flagstaff              | Lowell Obs.                    | —         | MPC                           |
| 2848 ASP            | 1959 VF    | 8 nov 1959  | Brooklyn               | Indiana University             | —         | MPC                           |
| 2849 Shklovskij     | 1976 GN3   | 1 abr 1976  | Nauchnij               | N. S. Chernykh                 | —         | MPC                           |
| 2850 Mozhaiskij     | 1978 TM7   | 2 out 1978  | Nauchnij               | L. V. Zhuravleva               | —         | MPC                           |
| 2851 Harbin         | 1978 UQ2   | 30 out 1978 | Nanking                | Purple Mountain Obs.           | —         | MPC                           |
| 2852 Declercq       | 1981 QU2   | 23 ago 1981 | La Silla               | H. Debehogne                   | Themis    | MPC                           |
| 2853 Harvill        | 1963 RG    | 14 set 1963 | Brooklyn               | Indiana University             | —         | MPC                           |
| 2854 Rawson         | 1964 JE    | 6 mai 1964  | Córdoba                | D. McLeish                     | —         | MPC                           |
| 2855 Bastian        | 1931 TB2   | 10 out 1931 | Heidelberg             | K. Reinmuth                    | —         | MPC                           |
| 2856 Röser          | 1933 GB    | 14 abr 1933 | Heidelberg             | K. Reinmuth                    | —         | MPC                           |
| 2857 NOT            | 1942 DA    | 17 fev 1942 | Turku                  | L. Oterma                      | —         | MPC                           |
| 2858 Carlosporter   | 1975 XB    | 1 dez 1975  | Cerro El Roble         | C. Torres, S. Barros           | —         | MPC                           |
| 2859 Paganini       | 1978 RW1   | 5 set 1978  | Nauchnij               | N. S. Chernykh                 | —         | MPC                           |
| 2860 Pasacentennium | 1978 TA    | 8 out 1978  | Palomar                | E. F. Helin                    | —         | MPC                           |
| 2861 Lambrecht      | 1981 VL2   | 3 nov 1981  | Tautenburg Observatory | F. Börngen, K. Kirsch          | —         | MPC                           |
| 2862 Vavilov        | 1977 JP    | 15 mai 1977 | Nauchnij               | N. S. Chernykh                 | —         | MPC                           |
| 2863 Ben Mayer      | 1981 QG2   | 30 ago 1981 | Anderson Mesa          | E. Bowell                      | —         | MPC                           |
| 2864 Soderblom      | 1983 AZ    | 12 jan 1983 | Anderson Mesa          | B. A. Skiff                    | —         | MPC                           |
| 2865 Laurel         | 1935 OK    | 31 jul 1935 | Johannesburg           | C. Jackson                     | —         | MPC                           |
| 2866 Hardy          | 1961 TA    | 7 out 1961  | Uccle                  | S. Arend                       | —         | MPC                           |
| 2867 Šteins         | 1969 VC    | 4 nov 1969  | Nauchnij               | N. S. Chernykh                 | —         | MPC                           |
| 2868 Upupa          | 1972 UA    | 30 out 1972 | Zimmerwald             | P. Wild                        | —         | MPC                           |
| 2869 Nepryadva      | 1980 RM2   | 7 set 1980  | Nauchnij               | N. S. Chernykh                 | Phocaea   | MPC                           |
| 2870 Haupt          | 1981 LD    | 4 jun 1981  | Anderson Mesa          | E. Bowell                      | —         | MPC                           |
| 2871 Schober        | 1981 QC2   | 30 ago 1981 | Anderson Mesa          | E. Bowell                      | —         | MPC                           |
| 2872 Gentelec       | 1981 RU    | 5 set 1981  | Harvard Observatory    | Oak Ridge Observatory          | —         | MPC                           |
| 2873 Binzel         | 1982 FR    | 28 mar 1982 | Anderson Mesa          | E. Bowell                      | —         | MPC                           |
| 2874 Jim Young      | 1982 TH    | 13 out 1982 | Anderson Mesa          | E. Bowell                      | Flora     | MPC                           |
| 2875 Lagerkvist     | 1983 CL    | 11 fev 1983 | Anderson Mesa          | E. Bowell                      | —         | MPC                           |
| 2876 Aeschylus      | 6558 P-L   | 24 set 1960 | Palomar                | PLS                            | —         | MPC                           |
| 2877 Likhachev      | 1969 TR2   | 8 out 1969  | Nauchnij               | L. I. Chernykh                 | —         | MPC                           |
| 2878 Panacea        | 1980 RX    | 7 set 1980  | Anderson Mesa          | E. Bowell                      | —         | MPC                           |
| 2879 Shimizu        | 1932 CB1   | 14 fev 1932 | Heidelberg             | K. Reinmuth                    | —         | MPC                           |
| 2880 Nihondaira     | 1983 CA    | 8 fev 1983  | Geisei                 | T. Seki                        | —         | MPC                           |
| 2881 Meiden         | 1983 AA1   | 12 jan 1983 | Anderson Mesa          | B. A. Skiff                    | —         | MPC                           |
| 2882 Tedesco        | 1981 OG    | 26 jul 1981 | Anderson Mesa          | E. Bowell                      | —         | MPC                           |
| 2883 Barabashov     | 1978 RG6   | 13 set 1978 | Nauchnij               | N. S. Chernykh                 | —         | MPC                           |
| 2884 Reddish        | 1981 ES22  | 2 mar 1981  | Siding Spring          | S. J. Bus                      | —         | MPC                           |
| 2885 Palva          | 1939 TC    | 7 out 1939  | Turku                  | Y. Väisälä                     | —         | MPC                           |
| 2886 Tinkaping      | 1965 YG    | 20 dez 1965 | Nanking                | Purple Mountain Obs.           | —         | MPC                           |
| 2887 Krinov         | 1977 QD5   | 22 ago 1977 | Nauchnij               | N. S. Chernykh                 | —         | MPC                           |
| 2888 Hodgson        | 1982 TO    | 13 out 1982 | Anderson Mesa          | E. Bowell                      | —         | MPC                           |
| 2889 Brno           | 1981 WT1   | 17 nov 1981 | Kleť                   | A. Mrkos                       | Brangane  | MPC                           |
| 2890 Vilyujsk       | 1978 SY7   | 26 set 1978 | Nauchnij               | L. V. Zhuravleva               | —         | MPC                           |
| 2891 McGetchin      | 1980 MD    | 18 jun 1980 | Palomar                | C. S. Shoemaker                | —         | MPC                           |
| 2892 Filipenko      | 1983 AX2   | 13 jan 1983 | Nauchnij               | L. G. Karachkina               | —         | MPC                           |
| 2893 Peiroos        | 1975 QD    | 30 ago 1975 | El Leoncito            | Félix Aguilar Obs.             | —         | MPC                           |
| 2894 Kakhovka       | 1978 SH5   | 27 set 1978 | Nauchnij               | L. I. Chernykh                 | —         | MPC                           |
| 2895 Memnon         | 1981 AE1   | 10 jan 1981 | Anderson Mesa          | N. G. Thomas                   | —         | MPC                           |
| 2896 Preiss         | 1931 RN    | 15 set 1931 | Heidelberg             | K. Reinmuth                    | —         | MPC                           |
| 2897 Ole Römer      | 1932 CK    | 5 fev 1932  | Heidelberg             | K. Reinmuth                    | —         | MPC                           |
| 2898 Neuvo          | 1938 DN    | 20 fev 1938 | Turku                  | Y. Väisälä                     | —         | MPC                           |
| 2899 Runrun Shaw    | 1964 TR2   | 8 out 1964  | Nanking                | Purple Mountain Obs.           | —         | MPC                           |
| 2900 Luboš Perek    | 1972 AR    | 14 jan 1972 | Hamburg-Bergedorf      | L. Kohoutek                    | Brangane  | MPC                           |

## 2901–3000
| Designação        | Designação | Descoberta  | Descoberta          | Descobridor(es)            | Categoria | Mais informações / Referência |
| Permanente        | Provisória | Data        | Local               | Descobridor(es)            | Categoria | Mais informações / Referência |
| ----------------- | ---------- | ----------- | ------------------- | -------------------------- | --------- | ----------------------------- |
| 2901 Bagehot      | 1973 DP    | 27 fev 1973 | Hamburg-Bergedorf   | L. Kohoutek                | —         | MPC                           |
| 2902 Westerlund   | 1980 FN3   | 16 mar 1980 | La Silla            | C.-I. Lagerkvist           | —         | MPC                           |
| 2903 Zhuhai       | 1981 UV9   | 23 out 1981 | Nanking             | Purple Mountain Obs.       | —         | MPC                           |
| 2904 Millman      | 1981 YB    | 20 dez 1981 | Anderson Mesa       | E. Bowell                  | —         | MPC                           |
| 2905 Plaskett     | 1982 BZ2   | 24 jan 1982 | Anderson Mesa       | E. Bowell                  | —         | MPC                           |
| 2906 Caltech      | 1983 AE2   | 13 jan 1983 | Palomar             | C. S. Shoemaker            | —         | MPC                           |
| 2907 Nekrasov     | 1975 TT2   | 3 out 1975  | Nauchnij            | L. I. Chernykh             | Brangane  | MPC                           |
| 2908 Shimoyama    | 1981 WA    | 18 nov 1981 | Tōkai               | T. Furuta                  | —         | MPC                           |
| 2909 Hoshi-no-ie  | 1983 JA    | 9 mai 1983  | Chirorin            | S. Sei                     | Brangane  | MPC                           |
| 2910 Yoshkar-Ola  | 1980 TK13  | 11 out 1980 | Nauchnij            | N. S. Chernykh             | —         | MPC                           |
| 2911 Miahelena    | 1938 GJ    | 8 abr 1938  | Turku               | H. Alikoski                | —         | MPC                           |
| 2912 Lapalma      | 1942 DM    | 18 fev 1942 | Turku               | L. Oterma                  | —         | MPC                           |
| 2913 Horta        | 1931 TK    | 12 out 1931 | Uccle               | E. Delporte                | —         | MPC                           |
| 2914 Glärnisch    | 1965 SB    | 19 set 1965 | Zimmerwald          | P. Wild                    | —         | MPC                           |
| 2915 Moskvina     | 1977 QY2   | 22 ago 1977 | Nauchnij            | N. S. Chernykh             | Phocaea   | MPC                           |
| 2916 Voronveliya  | 1978 PW2   | 8 ago 1978  | Nauchnij            | N. S. Chernykh             | —         | MPC                           |
| 2917 Sawyer Hogg  | 1980 RR    | 2 set 1980  | Anderson Mesa       | E. Bowell                  | —         | MPC                           |
| 2918 Salazar      | 1980 TU4   | 9 out 1980  | Palomar             | C. S. Shoemaker            | —         | MPC                           |
| 2919 Dali         | 1981 EX18  | 2 mar 1981  | Siding Spring       | S. J. Bus                  | —         | MPC                           |
| 2920 Automedonte  | 1981 JR    | 3 mai 1981  | Anderson Mesa       | E. Bowell                  | Vesta     | MPC                           |
| 2921 Sophocles    | 6525 P-L   | 24 set 1960 | Palomar             | PLS                        | —         | MPC                           |
| 2922 Dikanʹka     | 1976 GY1   | 1 abr 1976  | Nauchnij            | N. S. Chernykh             | —         | MPC                           |
| 2923 Schuyler     | 1977 DA    | 22 fev 1977 | Harvard Observatory | Harvard Obs.               | —         | MPC                           |
| 2924 Mitake-mura  | 1977 DJ2   | 18 fev 1977 | Kiso                | H. Kosai, K. Furukawa      | —         | MPC                           |
| 2925 Beatty       | 1978 VC5   | 7 nov 1978  | Palomar             | E. F. Helin, S. J. Bus     | —         | MPC                           |
| 2926 Caldeira     | 1980 KG    | 22 mai 1980 | La Silla            | H. Debehogne               | —         | MPC                           |
| 2927 Alamosa      | 1981 TM    | 5 out 1981  | Anderson Mesa       | N. G. Thomas               | —         | MPC                           |
| 2928 Epstein      | 1976 GN8   | 5 abr 1976  | El Leoncito         | Félix Aguilar Obs.         | Brangane  | MPC                           |
| 2929 Harris       | 1982 BK1   | 24 jan 1982 | Anderson Mesa       | E. Bowell                  | —         | MPC                           |
| 2930 Euripides    | 6554 P-L   | 24 set 1960 | Palomar             | PLS                        | —         | MPC                           |
| 2931 Mayakovsky   | 1969 UC    | 16 out 1969 | Nauchnij            | L. I. Chernykh             | —         | MPC                           |
| 2932 Kempchinsky  | 1980 TK4   | 9 out 1980  | Palomar             | C. S. Shoemaker            | —         | MPC                           |
| 2933 Amber        | 1983 HN    | 18 abr 1983 | Anderson Mesa       | N. G. Thomas               | —         | MPC                           |
| 2934 Aristophanes | 4006 P-L   | 25 set 1960 | Palomar             | PLS                        | —         | MPC                           |
| 2935 Naerum       | 1976 UU    | 24 out 1976 | La Silla            | R. M. West                 | —         | MPC                           |
| 2936 Nechvíle     | 1979 SF    | 17 set 1979 | Kleť                | A. Mrkos                   | —         | MPC                           |
| 2937 Gibbs        | 1980 LA    | 14 jun 1980 | Anderson Mesa       | E. Bowell                  | —         | MPC                           |
| 2938 Hopi         | 1980 LB    | 14 jun 1980 | Anderson Mesa       | E. Bowell                  | —         | MPC                           |
| 2939 Coconino     | 1982 DP    | 21 fev 1982 | Anderson Mesa       | E. Bowell                  | —         | MPC                           |
| 2940 Bacon        | 3042 P-L   | 24 set 1960 | Palomar             | PLS                        | —         | MPC                           |
| 2941 Alden        | 1930 YV    | 24 dez 1930 | Flagstaff           | C. W. Tombaugh             | —         | MPC                           |
| 2942 Cordie       | 1932 BG    | 29 jan 1932 | Heidelberg          | K. Reinmuth                | —         | MPC                           |
| 2943 Heinrich     | 1933 QU    | 25 ago 1933 | Heidelberg          | K. Reinmuth                | —         | MPC                           |
| 2944 Peyo         | 1935 QF    | 31 ago 1935 | Heidelberg          | K. Reinmuth                | —         | MPC                           |
| 2945 Zanstra      | 1935 ST1   | 28 set 1935 | Johannesburg        | H. van Gent                | —         | MPC                           |
| 2946 Muchachos    | 1941 UV    | 15 out 1941 | Turku               | L. Oterma                  | Mitidika  | MPC                           |
| 2947 Kippenhahn   | 1955 QP1   | 22 ago 1955 | Heidelberg          | I. van Houten-Groeneveld   | —         | MPC                           |
| 2948 Amosov       | 1969 TD2   | 8 out 1969  | Nauchnij            | L. I. Chernykh             | —         | MPC                           |
| 2949 Kaverznev    | 1970 PR    | 9 ago 1970  | Nauchnij            | Crimean Astrophysical Obs. | —         | MPC                           |
| 2950 Rousseau     | 1974 VQ2   | 9 nov 1974  | Zimmerwald          | P. Wild                    | —         | MPC                           |
| 2951 Perepadin    | 1977 RB8   | 13 set 1977 | Nauchnij            | N. S. Chernykh             | —         | MPC                           |
| 2952 Lilliputia   | 1979 SF2   | 22 set 1979 | Nauchnij            | N. S. Chernykh             | —         | MPC                           |
| 2953 Vysheslavia  | 1979 SV11  | 24 set 1979 | Nauchnij            | N. S. Chernykh             | —         | MPC                           |
| 2954 Delsemme     | 1982 BT1   | 30 jan 1982 | Anderson Mesa       | E. Bowell                  | —         | MPC                           |
| 2955 Newburn      | 1982 BX1   | 30 jan 1982 | Anderson Mesa       | E. Bowell                  | —         | MPC                           |
| 2956 Yeomans      | 1982 HN1   | 28 abr 1982 | Anderson Mesa       | E. Bowell                  | —         | MPC                           |
| 2957 Tatsuo       | 1934 CB1   | 5 fev 1934  | Heidelberg          | K. Reinmuth                | Brangane  | MPC                           |
| 2958 Arpetito     | 1981 DG    | 28 fev 1981 | La Silla            | H. Debehogne, G. DeSanctis | —         | MPC                           |
| 2959 Scholl       | 1983 RE2   | 4 set 1983  | Anderson Mesa       | E. Bowell                  | Juno      | MPC                           |
| 2960 Ohtaki       | 1977 DK3   | 18 fev 1977 | Kiso                | H. Kosai, K. Furukawa      | —         | MPC                           |
| 2961 Katsurahama  | 1982 XA    | 7 dez 1982  | Geisei              | T. Seki                    | —         | MPC                           |
| 2962 Otto         | 1940 YF    | 28 dez 1940 | Turku               | Y. Väisälä                 | —         | MPC                           |
| 2963 Chen Jiageng | 1964 VM1   | 9 nov 1964  | Nanking             | Purple Mountain Obs.       | —         | MPC                           |
| 2964 Jaschek      | 1974 OA1   | 16 jul 1974 | El Leoncito         | Félix Aguilar Obs.         | —         | MPC                           |
| 2965 Surikov      | 1975 BX    | 18 jan 1975 | Nauchnij            | L. I. Chernykh             | —         | MPC                           |
| 2966 Korsunia     | 1977 EB2   | 13 mar 1977 | Nauchnij            | N. S. Chernykh             | —         | MPC                           |
| 2967 Vladisvyat   | 1977 SS1   | 19 set 1977 | Nauchnij            | N. S. Chernykh             | —         | MPC                           |
| 2968 Iliya        | 1978 QJ    | 31 ago 1978 | Nauchnij            | N. S. Chernykh             | —         | MPC                           |
| 2969 Mikula       | 1978 RU1   | 5 set 1978  | Nauchnij            | N. S. Chernykh             | —         | MPC                           |
| 2970 Pestalozzi   | 1978 UC    | 27 out 1978 | Zimmerwald          | P. Wild                    | Phocaea   | MPC                           |
| 2971 Mohr         | 1980 YL    | 30 dez 1980 | Kleť                | A. Mrkos                   | —         | MPC                           |
| 2972 Niilo        | 1939 TB    | 7 out 1939  | Turku               | Y. Väisälä                 | —         | MPC                           |
| 2973 Paola        | 1951 AJ    | 10 jan 1951 | Uccle               | S. Arend                   | —         | MPC                           |
| 2974 Holden       | 1955 QK    | 23 ago 1955 | Brooklyn            | Indiana University         | —         | MPC                           |
| 2975 Spahr        | 1970 AF1   | 8 jan 1970  | Cerro El Roble      | H. Potter, A. Lokalov      | —         | MPC                           |
| 2976 Lautaro      | 1974 HR    | 22 abr 1974 | Cerro El Roble      | C. Torres                  | —         | MPC                           |
| 2977 Chivilikhin  | 1974 SP    | 19 set 1974 | Nauchnij            | L. I. Chernykh             | —         | MPC                           |
| 2978 Roudebush    | 1978 SR    | 26 set 1978 | Harvard Observatory | Harvard Obs.               | —         | MPC                           |
| 2979 Murmansk     | 1978 TB7   | 2 out 1978  | Nauchnij            | L. V. Zhuravleva           | —         | MPC                           |
| 2980 Cameron      | 1981 EU17  | 2 mar 1981  | Siding Spring       | S. J. Bus                  | —         | MPC                           |
| 2981 Chagall      | 1981 EE20  | 2 mar 1981  | Siding Spring       | S. J. Bus                  | —         | MPC                           |
| 2982 Muriel       | 1981 JA3   | 6 mai 1981  | Palomar             | C. S. Shoemaker            | Brangane  | MPC                           |
| 2983 Poltava      | 1981 RW2   | 2 set 1981  | Nauchnij            | N. S. Chernykh             | —         | MPC                           |
| 2984 Chaucer      | 1981 YD    | 30 dez 1981 | Anderson Mesa       | E. Bowell                  | —         | MPC                           |
| 2985 Shakespeare  | 1983 TV1   | 12 out 1983 | Anderson Mesa       | E. Bowell                  | —         | MPC                           |
| 2986 Mrinalini    | 2525 P-L   | 24 set 1960 | Palomar             | PLS                        | —         | MPC                           |
| 2987 Sarabhai     | 4583 P-L   | 24 set 1960 | Palomar             | PLS                        | —         | MPC                           |
| 2988 Korhonen     | 1943 EM    | 1 mar 1943  | Turku               | L. Oterma                  | Phocaea   | MPC                           |
| 2989 Imago        | 1976 UF1   | 22 out 1976 | Zimmerwald          | P. Wild                    | —         | MPC                           |
| 2990 Trimberger   | 1981 EN27  | 2 mar 1981  | Siding Spring       | S. J. Bus                  | —         | MPC                           |
| 2991 Bilbo        | 1982 HV    | 21 abr 1982 | Anderson Mesa       | M. Watt                    | —         | MPC                           |
| 2992 Vondel       | 2540 P-L   | 24 set 1960 | Palomar             | PLS                        | —         | MPC                           |
| 2993 Wendy        | 1970 PA    | 4 ago 1970  | Bickley             | Perth Obs.                 | Phocaea   | MPC                           |
| 2994 Flynn        | 1975 PA    | 14 ago 1975 | Bickley             | Perth Obs.                 | —         | MPC                           |
| 2995 Taratuta     | 1978 QK    | 31 ago 1978 | Nauchnij            | N. S. Chernykh             | —         | MPC                           |
| 2996 Bowman       | 1954 RJ    | 5 set 1954  | Brooklyn            | Indiana University         | —         | MPC                           |
| 2997 Cabrera      | 1974 MJ    | 17 jun 1974 | El Leoncito         | Félix Aguilar Obs.         | —         | MPC                           |
| 2998 Berendeya    | 1975 TR3   | 3 out 1975  | Nauchnij            | L. I. Chernykh             | —         | MPC                           |
| 2999 Dante        | 1981 CY    | 6 fev 1981  | Anderson Mesa       | N. G. Thomas               | —         | MPC                           |
| 3000 Leonardo     | 1981 EG19  | 2 mar 1981  | Siding Spring       | S. J. Bus                  | —         | MPC                           |